# Список серий аниме Kirby: Right Back at Ya!
Kirby: Right Back at Ya! (с англ. — «Кирби: Обратно к тебе!»), известный в Японии как Звезда Кирби (яп. 星のカービィ Хоси но Ка:би:), — аниме-сериал, основанный на серии игр Kirby от Nintendo, созданной сотрудником HAL Laboratory Масахиро Сакураи. Режиссёром сериала стал Содзи Ёсикава, а производством занимались студии Studio Comet, Warpstar и Dentsu. Трансляция велась на телеканале CBC с 6 октября 2001 по 27 сентября 2003. Аниме посвящено приключениям главного героя по имени Кирби, сражающемуся с монстрами за благополучие деревни.
Четыре музыкальных композиций из аниме использованы в оригинальной японской версии. Музыка из открывающей заставки, названная «Марш Кирби» (яп. カービィ★マーチ Ка:би: Ма:ти), исполняется певицей Сян Ци, которая также исполняет конечную тему Kihon wa Maru (яп. きほんはまる, Сначала нарисуйте круг). Вторая открывающая и закрывающие заставки, использующиеся с 72 эпизода, называются «Кирби!» (яп. カービィ! Ка:би:!), в исполнении Хироко Асакавы, и «Степ Кирби!» (яп. カービィ☆ステップ! Ка:би: Сутеппу), в исполнении Конисики Ясокити. В английском дубляже использовалась джазовая песня «Kirby, Kirby, Kirby!», написанная Норманом Дж. Гроссфельдом и исполненная Ральфом Шукеттом.

## Список эпизодов
| Сезон | Сезон | Эпизоды | Премьера          | Премьера         | Премьера         | Премьера         |
| Сезон | Сезон | Эпизоды | Премьера (Япония) | Финал (Япония)   | Премьера (США)   | Финал (США)      |
| ----- | ----- | ------- | ----------------- | ---------------- | ---------------- | ---------------- |
|       | 1     | 26      | 6 октября 2001    | 30 марта 2002    | 14 сентября 2002 | 16 сентября 2006 |
|       | 2     | 25      | 6 апреля 2002     | 5 октября 2002   | 7 декабря 2002   | 23 сентября 2006 |
|       | 3     | 25      | 12 октября 2002   | 29 марта 2003    | 6 сентября 2003  | 16 октября 2004  |
|       | 4     | 24      | 5 апреля 2003     | 27 сентября 2003 | 23 октября 2004  | 9 декабря 2006   |

## Сезон 1 (2001-02)
| № серии (оригинал) | № серии (4Kids) | Название | Режиссёр         | Сценарист        | Премьера в Японии    | Премьера в США        |
| --- | --------------- | --- | ---------------- | ---------------- | -------------------- | --------------------- |
| 1 | 1               | Он здесь! Розовый гость Кирби прибывает в Кэппи Город (4Kids) «Дэта! Пинку но Хо:монся» (出た! ピンクの訪問者)                                       | Мицуо Кусакабэ   | Содзи Ёсикава    | 6 октября 2001 года  | 14 сентября 2002 года |
| Гигантский осьминог Октанон нападает на овец и съедает их всех до единого, что вызывает панику у жителей. Подозрения падают на питомца Короля Дидиди. Тем временем, космический корабль, в котором спал Кирби терпит крушение рядом с их городом. Жители не верят тому, что он их сможет спасти, но Кирби быстро доказывает неверность их суждений, сначала спасая Тифф от падения на сталагмит, а позднее уничтожая Октакона, первоначально отбившись от атаки одержимого Дидиди. Попытка уехать домой не увенчается успехом, так как корабль подбивают Дидиди и Эскаргун. Тифф и Тафф предлагают Кирби остаться жить в городе. Способность — Огонь (дебют). |                 | |                  |                  |                      |                       |
| 2 | 2               | О нет! Поиск солдатского Дома Супербоевик (4Kids) «Таихэн! Сэнси но О:тисагаси» (大変! 戦士のおうち探し)                                             | Мицуо Кусакабэ   | Содзи Ёсикава    | 13 октября 2001 года | 14 сентября 2002 года |
| Дети приходят к выводу, что Кирби нужен дом. Попытки приютить его у жителей оборачиваются провалом, так как они боятся Кирби и переживают за запасы еды. Шеф Кавасаки принимает просьбу и даёт Кирби работу официанта, но подоспевший Король Дидиди дискредитирует Кирби. Другие попытки трудоустройства проваливаются из-за Токкори. Дети в конечном итоге строят дом, но Король Дидиди выстрелом уничтожает его и натравливает на Кирби каменного Монстра Блокки. Победить его удаётся, только взяв способность уменьшенного Блокки и утопив большого монстра в океане. Кирби наконец находит дом, но его выгоняет Токкори и главный герой решает спать в дупле дерева. Способность — Камень (дебют). |                 | |                  |                  |                      |                       |
| 3 | 3               | Что?! Битва с сэром Мета Рыцарем Дуэлянтская роль Кирби (4Kids) «Э?! Мэтанаито-кё: то Таикэцу?» (え?! メタナイト卿と対決?)                           | Хироюки Ёкояма   | Содзи Ёсикава    | 20 октября 2001 года | 21 сентября 2002 года |
| Тифф и Тафф пытаются предупредить Кирби, но получают из рук почтальона Мелмана письмо Мета Рыцаря о приглашении на дуэль. Дети сообщают Кирби, что знают причины вызова на дуэль - приказ Короля Дидиди. Внезапно прибывает Мета Рыцарь и бросает вызов Кирби, но тот не отвечает на удары. Попытка втянуть его воздухом проваливается. Рыцарь бросает Кирби меч, в итоге герой более успешно начинает отбивать удары. Король Дидиди натравливает на находящегося без сознания Кирби монстра Багзи, но герою помогает Мета Рыцарь, выбив меч из руки Багзи. Кирби разрубает Багзи волной надвое и монстр погибает. Мета Рыцарь сталкивает автомобиль Дидиди в обрыв. Способность — Меч (дебют). |                 | |                  |                  |                      |                       |
| 4 | 4               | Секрет Звёздного Воина Тёмный и Штормовой Рыцарь (4Kids) «Хоси но Сэнси но Химицу» (星の戦士のひみつ)                                                | Масаюки Оцеки    | Содзи Ёсикава    | 27 октября 2001 года | 21 сентября 2002 года |
| Король Дидиди пытается выведать у детей информацию про Кирби. Понимая, что эти попытки тщетны, он заказывает монстра Крако, цель которого - убить Кирби. Тем временем Токкори учит Кирби заправлять кровать, что не вызывает одобрения Тифф. Она прогоняет Токкори и пытается поговорить с Кирби, но герой отвлекается на бабочку. Штормовые удары вынуждают их обратится в бегство, невольно создавая хаос в городе. В ужасе Кирби прячется под мостом. Попытки Дидиди вернуть Крако компании проваливаются, так как это не предусмотрено договором. По совету Кабу Тифф отправляется к Мета Рыцарю, который рассказывает ей о Кошмаре и просит помогать Кирби. С помощью Тифф Кирби взлетает в небо. Он втягивает электрический меч, созданный Крако и превратившись в Мечника убивает монстра. Тучи рассеиваются и Кирби благополучно спускается вниз. Способность — Меч. |                 | |                  |                  |                      |                       |
| 5 | 5               | Сердитые! Леса Виспи Берегись: Леса Виспи! (4Kids) «Икарэ! Висупа: Удзу» (怒れ! ウィスピーウッズ)                                                    | Ёсихиса Мацумото | Содзи Ёсикава    | 3 ноября 2001 года   | 28 сентября 2002 года |
| Король Дидиди хочет купить монстра, но получает отказ, так как он не выплатил долг перед компанией. Дидиди решает устранить Кирби своими силами. Дети начинают переживать - где сейчас Кирби. Токкори предлагает им не искать героя. Хомяк Рик сообщает, что Кирби ушёл в Леса Виспи, по пути поглощая яблоки и дети отправляются в лес. Дети заблуждаются (что вызывает позднее тревогу у родителей) и приказывают Токкори найти Кирби. В страхе спутав Кирби с монстром Тафф ударяет его палкой в прыжке, но впоследствии дети радуются факту его возвращения. Они разжигают костёр, навлекая гнев Лесов Виспи, которые закидывают группу яблоками. Дидиди срубает леса (параллельно похищая группу) и на его месте строит гольф клуб, где снарядом выступает Кирби. Протесты детей вызывают у Дидиди раздражение. Кирби перед глазами короля выплёвывает яблоко, превращающееся в дерево, которое отталкивает Дидиди и Эскаргуна и возрождает лес. Дидиди и Эскаргун в ужасе пытаются найти выход из леса, а дети спокойно уплетают, лёжа на кроне дерева яблоки. Способность — Отсутствует. |                 | |                  |                  |                      |                       |
| 6 | 6               | Зацени! Канал DDD Нереальное ТВ (4Kids) «Мирудзой! Тяннэру Дидиди» (見るぞい! チャンネルDDD)                                                         | Юкио Такахаси    | Содзи Ёсикава    | 10 ноября 2001 года  | 28 сентября 2002 года |
| Тифф, сидя у дерева пишет эссе о Стране Снов и декларирует его жителям Кэппи Города. Прибывшие родители Шипоголового сообщают детям о том, что Дидиди раздаривает жителям телевизоры. Начинается эфир местного телевидения, в котором Король Дидиди приветствует жителей. В первом шоу однако высмеивается внешний вид Кирби, что приводит в восторг всех, даже самого Кирби. Дальнейший контент полностью сфокусирован на короле. Тифф считает телевидение мусоркой и начинает ходить по городу. К её ужасу все жители, даже Мета Рыцарь с командой смотрят телевизор. В экстренном сообщении Король Дидиди предупреждает жителей о нападении монстра Умиюси, приближающегося к дому Кирби и Тифф спешит к нему на помощь, но осознаёт, что нападение - фикция. Король зомбирует кэппийцев через сдвоенный экран и приказывает их прогнать Кирби, но Тифф останавливает их, объясняя, что монстра нет. По совету Мета Рыцаря дети отправляются в студию, где их запирают в клетке. Посредством вдоха Кирби устраивает погром в студии и дети начинают вести репортаж о лже-материалах телеканала. После технического перерыва Эскаргун в репортаже обвиняет Кирби в разрушении домов и жители, понимая что это ложь выключают телевизор. Кирби и Токкори тем временем продолжают смотреть телевизор. Способность — Отсутствует. |                 | |                  |                  |                      |                       |
| 7 | 7               | Реванш! Дайна Блэйд Яйцастое приключение Кирби (4Kids) «Гякусю:! Даина Бурэидо» (逆襲! ダイナブレイド)                                               | Хироси Харада    | Марико Кунисава  | 17 ноября 2001 года  | 5 октября 2002 года   |
| Король Дидиди хочет заснять птиц, но перед ним и Эскаргуном пролетает птица, принося разрушения. Дидиди в изумлении отмечает, что он увидел Дайну Блэйд. Кэппийцы решают провести расследование. Позднее Тифф в ужасе просит их подойти к ней, так как она нашла огромное перо Дайны Блэйд. Ошеломлённый профессор Кюрио решает рассказать историю птицы, являющейся священной для жителей. Услышав, что поля опустошены, жители направляются в их сторону и находят Кирби, уплетающего арбузы. В гневе они прогоняют героя. Голодный, Кирби попадает в ловушку Дидиди, клюнув на фальшивую еду. Дидиди и Эскаргун предлагают Кирби съесть яйцо, оставив ему спички. Дети узнают от Филина Ку о пропаже Кирби. Увидев скорлупу они в ужасе предполагают, что Кирби съел яйцо. Дидиди натравливает Дайну Блэйд и птица гоняется за Кирби, успокаиваясь лишь после того, как видит вылупившегося птенца, которого кормит Кирби. Способность — Отсутствует. |                 | |                  |                  |                      |                       |
| 8 | 8               | Древняя ПуПуПу цивилизация от Кюрио Любопытное открытие Кюрио (4Kids) «Кюрио-си но Кодаи ПуПуПу Буммэй» (キュリオ氏の古代プププ文明)                 | Киёси Эгами      | Кисукэ Баба      | 24 ноября 2001 года  | 5 октября 2002 года   |
| В Кэппи Городе Король Дидиди решает произнести речь о своём правлении, но находит ряды пустыми. Тифф отмечает, что Король не причастен ни к основанию города ни к правлению, что выводит из себя Дидиди. Профессор Кюрио и Тифф, проводя раскопки обнаруживают следы древней цивилизации и воодушевлённая кэппийка решает сделать фото, но попадает в яму, что приводит в восторг Таффа и Кирби, считающих что раскопки - скучное занятие (даже несмотря на опровержения Кюрио). В погоне Тифф опять падает в яму и обнаруживает древний саркофаг - захоронение древнего короля. Прибывший Король Дидиди доказывает Тифф, что в саркофаге лежит не скелет кэппийца, а скелет Дидиди. Связь Дидиди с древней цивилизацией подтверждается другими находками. Тифф находит странным появление артефактов и отправляется на расследование, где находит Кюрио, укладывавшего скелет Дидиди. Она просит профессора сказать правду под угрозой тюрьмы и Кюрио сообщает, что артефакты фальшивые и что он сам закопал их. Разгневанный Дидиди натравливает на Кирби свою каменную версию. С помощью профессора Кирби камнем разрушает короля. Кюрио решает не заниматься фальсификацией истории, а Мета Рыцарь отмечает прогресс Кирби. Способность — Камень. |                 | |                  |                  |                      |                       |
| 9 | 9               | Мелодия любви Лололо и Лалала Фактор Фофы (4Kids) «РоРоРо то РаРаРа Аи но Мэроди» (ロロロとラララ愛のメロディ)                                       | Масаюки Оцеки    | Аи Ситаёси       | 1 декабря 2001 года  | 12 октября 2002 года  |
| Король Дидиди приказывает Фололо и Фалала разделиться, на что получает отказ. Расстроенные, Фололо и Фалала пытаются узнать о себе от родителей Тифф и Таффа. Теории подвергаются сомнению Тифф и она просит родителей сказать правду. На самом деле Фололо и Фалала - разделённые женская и мужская части Фофы, которые свалились из ниоткуда на родителей. К их несчастью их подслушал Кирби, который стал досаждать им. Дидиди заказывает монстра Разделяй - Соединяй, который сначала меняет телами Эскаргуна и Короля, а потом устраивает хаос в Кэппи Городе. Разделяй - Соединяй делит Кирби на женскую и мужскую части и пытается их убить, но их спасают Фололо и Фалала. Обнаруживший их Разделяй - Соединяй признаётся, что лично разделил Фофу на них. Монстра атакуют и отбирают у него Солнечный жезл, с помощью которого воссоединяют Кирби. Проглотив Лунный жезл, Кирби получает резак, которым убивает монстра. Воссоединить Фололо и Фалала не удаётся из-за разрушения взрывом Солнечного жезла, но это не вызывает у них тревоги. Способность — Резак (дебют). |                 | |                  |                  |                      |                       |
| 10 | 10              | Восстановление полицейского Боруна Да здравствует шеф! (4Kids) «Борун Сётё: о Ринюару Сэё» (ボルン署長をリニュアルせよ)                              | Хироюки Ёкояма   | Рима Нозоэ       | 8 декабря 2001 года  | 12 октября 2002 года  |
| Полицейский Букем регулирует дорожное движение, но засыпает, что приводит к аварии с участием мэра Лена Блустергаса и Короля Дидиди. Это приводит жителей в ярость. Король Дидиди решает уволить Букема, что не радует детей (кроме Тифф), считающих, что Букем важен для города, поскольку раньше был бравым военным. Тифф отмечает, что это неправда, поскольку войны в Кэппи Городе не было. Дети решают восстановить полицейского в должности и начинают творить беспорядки, побуждая Букема прийти на помощь жителям. Тифф такое развитие событий не радует, как и Короля Дидиди, который требует Букема уйти в отставку, это требование вызывает гнев жителей. Кирби пытается схватить улей но падает вместе с ним на голову Эскаргуну, который в ужасе врезается в дерево, с которого падает Тафф. Автомобиль Дидиди устремляется в сторону вулкана, Лен Блустергас, Тифф и дети направляются за ними. Столкновение бросает Таффа в вулкан, чудом он цепляется за выступ. По совету Мета Рыцаря дети подвязывают полицейского, который при помощи Кирби спасает Таффа. Дидиди пытается убить Кирби выстрелом из орудия, но в жерле застревает улей. Пчёлы начинают преследовать Дидиди и Эскаргуна. Способность — Отсутствует. |                 | |                  |                  |                      |                       |
| 11 | 11              | Суд шеф-повара Кавасаки Большой дегустационный тест (4Kids) «Кю:тэй Сэфу Кавасаки» (宮廷シェフ・カワサキ)                                            | Ёсихиса Мацумото | Нобуаки Ямагути  | 15 декабря 2001 года | 19 октября 2002 года  |
| Эскаргун присылает Дидиди письмо, в котором сообщается о приезде повара Сиитакэ - всемирно известного критика. Дидиди в ужасе встречает эту новость, поскольку Кавасаки отвратительно готовит. На кухне Дидиди пытается сделать из Эскаргуна блюдо, но тот отмечает, что Дидиди не умеет готовить. Клиенты ресторана - родители Тифф и Таффа критикуют Кавасаки за скудное меню и низкое качество еды. Кавасаки цепляется за свою сковороду и рассказывает, что он получил её от учителя, он ударил Кавасаки по голове этой сковородой за паршивое блюдо на экзамене. Дидиди в грубых выражениях критикует еду Кавасаки и предупреждает повара о прибытии Сиитакэ. Король заказывает (к удивлению продавца) поварскую энциклопедию, в которой находит ингредиент под названием Зибон, его изображение он заклеивает изображением Кирби. Не видя подмены, Кавасаки забирает Кирби и начинает его готовить. Тифф и Тафф в ужасе требуют Кавасаки остановится, но повар их отстраняет. Прибывший повар Сиитакэ негативно оценивает блюда. Мета Рыцарь раскрывает обман. Тем временем Кирби, которого собирался попробовать Сиитакэ просыпается, а Кавасаки отбрасывает "блюдо". Сиитакэ превращается в зелёного монстра Попона. С помощью Кавасаки Кирби превращается в повара и побеждает Попона, заживо зажаривая его. На вкус монстр оказался как ни странно вкусным, что высоко оценивает Дидиди, отбирая награду у Кавасаки и награждая ей Кирби. Способность — Повар (дебют).                                                                                       |                 | |                  |                  |                      |                       |
| 12 | 13              | Призрак замка Дидиди Отряд Эскаргуна (4Kids) «Дэдэдэ-дзё: но Ю:рэй» (デデデ城のユーレイ)                                                             | Таро Ивасаки     | Марико Кунисава  | 22 декабря 2001 года | 26 октября 2002 года  |
| На снимке, который сделал Эскаргун проявляется таинственное привидение. В страхе Эскаргун предполагает, что это дух жителя, но Дидиди этому не верит, однако в замке он начинает дрожать. Предсказание Мэйбл гласит, что привидение сегодня появится в замке. Родители и Тифф подтверждают присутствие привидения. Обнаружив трёх привидений (которыми на самом деле являются Фололо, Фалала и Кирби под командованием Таффа) Дидиди в ужасе убегает. Родители и Тифф бегут на крики короля и обнаруживают его лежащим на столу, замурованным цепями, над которым проносится огромный топор. Как оказалось, это была месть Эскаргуна за издевательства со стороны Дидиди. Король начинает погоню за жителями, но сталкивается с настоящим привидением по имени Урамэсия. Он платит привидению (как оказалось впоследствии долг перед компанией). Дидиди пытается атаковать жителей, но промахивается. Способность — Отсутствует. |                 | |                  |                  |                      |                       |
| 13 | 29              | Фейерверки в конце года Кэппийский Новый Год (4Kids) «Пупу Бирэдзи То:сивасурэ Ханаби Таикай» (ププビレッジ年忘れ花火大会)                           | Таро Ивасаки     | Содзи Ёсикава    | 29 декабря 2001 года | 28 декабря 2002 года  |
| Король Дидиди заказывает Саскэ - монстра фейерверк, призванного уничтожить Кирби. Жители Кэппи Города тем временем активно готовятся к празднованию Нового Года. Король Дидиди предлагает им идею по фейерверкам, но она не воодушевляет жителей, которые считают идею опасной. Эскаргун и Дидиди приходят к выводу, что устранить Кирби можно ракетами, конструируемыми Саскэ. Во время празднования Дидиди натравливает на Кирби свою проекцию, вооружённую пушкой. Кирби побеждает проекцию, уничтожив её в огне, но его подхватывает на ракете Саскэ. Между ними в воздухе идёт битва, победителем из которой выходит Кирби. Ракета взрывается, но Кирби остаётся в живых, плавно спускаясь при помощи зонта. Жители начинают вести обратный отсчёт и поздравляют друг друга с Новым Годом. Способность — Огонь, Зонт (дебют). |                 | |                  |                  |                      |                       |
| 14 | 14              | Лицо демона на подушке Наволочка (4Kids) «Юмэмакура Мадзю: Каомидзэй» (夢枕魔獣顔見勢)                                                               | Мицуо Кусакабэ   | Содзи Ёсикава    | 5 января 2002 года   | 26 октября 2002 года  |
| Дидиди требует уважения со стороны компании, которая требует с него долг. Компания дарит подарок - волшебные подушки. В рекламе отмечается их чудодейственное свойство - спящему снятся хорошие сны. Жители решают проверить это свойство, купив подушки. На деле же всем, кроме Кирби стали снится кошмары. Мета Рыцарь и его команда раскрывают обман разрубив подушки, из которых выпрыгнули Глупыши - причина кошмаров. Кирби как оказалось спал на обычной подушке и Король Дидиди поменял её на новую. Кошмары будят Кирби и он в страхе пытается убежать из дома, но соображает, что это лишь сон. Жители смеются. Кирби вначале сердится, но потом приветствует эту шутку. Способность — Отсутствует. |                 | |                  |                  |                      |                       |
| 15 | 12              | Рождение? Маленький брат Кирби Раздражающий питомец Кирби (4Kids) «Тандзё? К:аби: но Ото:то» (誕生? カービィのおとうと)                              | Хироси Харада    | Рима Нозоэ       | 12 января 2002 года  | 19 октября 2002 года  |
| Кирби получает в подарок игрушку, собаку-робота. Для её запуска нужно подёргать за хвост после установки батареек. Единственный недостаток — она сделана Предприятием Кошмара. Кирби, сомневающийся в игрушке убегает от неё, после того как собака начинает преследовать его. Но после того как Кирби спасает игрушку, между ними проявляются тёплые отношения. Ревнуя, друзья Таффа и Король Дидиди пытаются поймать собаку. Тифф предупреждает, поскольку собака сделана Предприятием, что-то произойдёт. Вскоре после этого собака падает с обрыва в океан. Кирби пытается спасти её, но Дидиди хватает игрушку первым. Увы, в это время игрушка взрывается, поскольку собака перешла в режим самоуничтожения. Кирби с грустью смотрит в небо, в котором проявляется образ игрушки. Способность — Отсутствует. |                 | |                  |                  |                      |                       |
| 16 | 15              | Рыба, которая меня любила Рыба по имени Кайн (4Kids) «Ватаси о Аисита Сакана» (私を愛したサカナ)                                                     | Ёхэй Мацуура     | Нобуаки Ямагути  | 19 января 2002 года  | 2 ноября 2002 года    |
| Тифф во время поисков ракушек находит золотую ракушку с любовной запиской от Рыбы Кайн. Он влюбляется в Тифф, но та объясняет, что между ними ничего не получится из-за внешних различий. Между тем Король Дидиди пытается захватить Радужный Коралловый Риф. Он предлагает Кайну сделку - тот раскрывает своё местоположение, а Дидиди дарует ему способность ходить по суше. Частично он выполняет обещание погружая Кайна в аквариум на колёсах. Но Кайн находит жизнь на суше жестокой. Попытка разрушить риф пресекается Кирби, вихрем уничтожающем корабль Дидиди. Тифф предлагает Кирби дать идею Кайну. Способность — Торнадо (дебют). |                 | |                  |                  |                      |                       |
| 17 | 94              | Свадебная история Парма и Мему Дело в этом кольце (4Kids) «Па:му то Мэ:ру но Юбива Моногатари» (パームとメームの指輪物語)                            | Хироюки Ёкояма   | Марико Кунисава  | 26 января 2002 года  | 16 сентября 2006 года |
| Сегодня - юбилей женитьбы Сэра Эбрума и Леди Лайк. Они с детьми решают отправиться в ресторан Кавасаки. Сэр Эбрум хочет представить Леди Лайк с кольцом, но Кирби случайно теряет его. Эскаргун забирает кольцо, но его замечают Фололо и Фалала и отправляет Мэйбл на экспертизу надеясь, что его украшает изумруд, но это лишь стекло. Однако профессор Кюрио доказывает древние свойства кольца, Сэр Эбрум рассказывает детям, что ему никак не удавалось надеть кольцо на палец Леди Лайк. Жители видит заключённого Дорона и ловят его вместе с Кирби. Тем временем, монстр, заказанный Дидиди начинает поглощать все драгоценности, в том числе коллекцию Эскаргуна. Он был создан для того, чтобы поймать это кольцо. Монстр пытается всосать драгоценность, которую держит Дорон, но Тафф бросает ему в носовую полость перец. Чихание отбрасывает заключённого и героя и Дорон под угрозами Кирби уже готов отдать ему кольцо, но непосредственно перед падением в воду подкидывает кольцо вверх, которое поглощается рыбой. Монстра с позором выгоняет Дидиди. Убитые горем, Сэр Эбрум и Леди Лайк идут праздновать юбилей в ресторан Кавасаки. Повар подаёт им ту самую, рыбу, проглотившую кольцо и Кирби вынимает его, бросаясь на рыбу, тем самым спасая юбилей. На радостях он начинает вдыхать в себя пищу. Способность — Отсутствует. |                 | |                  |                  |                      |                       |
| 18 | 16              | Спящий розовый шар в лесу Сила цветка (4Kids) «Нэмури но Мори но Пинку Бо:ру» (眠りの森のピンクボール)                                               | Ёсихиса Мацумото | Кисукэ Баба      | 2 февраля 2002 года  | 2 ноября 2002 года    |
| Рядом с магазином Кирби проглатывает Глупыша и ловит сонную болезнь, при которой он проснётся лишь через 100 лет. Спасти его может только Цветок Пуки, находящийся в глубинах леса, куда направляются дети. По пути им приходится отбить атаки огромного паука, гигантской змеи и роя пчёл а также преодолеть зыбучие пески. Каждый раз их спасал Мета Рыцарь. В пещере растения нападают на команду и пытаются проглотить Мета Рыцаря, выронившего меч Галаксия из рук. Эгоизм Таффа лишь усугубляет ситуацию, но в итоге, рискуя жизнью он срывает лепесток Цветка Пуки. Растение с криком освобождает Мета Рыцаря, а Тифф запахом лепестка будит Кирби, который сплюнул Глупыша в глотку растения. Вдохнув шипы растения, Кирби превращается в иглоносца и побеждает растение. Мета Рыцарь положительно оценил героизм Таффа. Способность — Иглы (дебют). |                 | |                  |                  |                      |                       |
| 19 | 17              | Прибытие Накла Джо! Сюда приехал сын (4Kids) «Наккаку Дзё: га Яттэкита!» (ナックルジョーがやって来た!)                                               | Масаюки Оцеки    | Рима Нозоэ       | 9 февраля 2002 года  | 9 ноября 2002 года    |
| В космическом пространстве призрачная фигура связывается с продавцом Предприятия Кошмара и просит его отправить к месту жительства Звёздного Воина. Прибыв в пункт назначения, он начинает нападать на всех жителей, видя в каждом из них Звёздного Воина. Осознавая опасность, дети эвакуируют Кирби подальше от города, но его в итоге находит Накл Джо (который и был той призрачной фигурой). За Кирби вступается Мета Рыцарь. Накл Джо обвинил рыцаря в гибели его отца. Мета Рыцарь же объяснил, что убийство отца его рукой было вынужденной мерой, так как отец Накла Джо был принят в команду Кошмара. В доказательство он предоставляет Наклу Джо медальон, на котором он изображён младенцем. В продолжении дуэли Кирби, превратившись сначала в бойца, а затем в иглоносца побеждает Накла Джо в двух формах. Накл Джо осознаёт ошибки и оставляет жителей в покое, обещая отомстить Предприятию Кошмара. Способность — Боец (дебют), Иглы. |                 | |                  |                  |                      |                       |
| 20 | 18              | Прощай, снеговик Чилли Снежная работа Дидиди (4Kids) «Саёнара, Юкидарума Тири:» (さよなら、雪だるまチリー)                                           | Таро Ивасаки     | Нарухико Тацумия | 16 февраля 2002 года | 9 ноября 2002 года    |
| Девочки, Фололо и Фалала строят у дерева фигуры из песка, в то время как мальчики и Кирби плавают в море. От жары изнывают Король Дидиди и Эскаргун и заказывают монстра - Ледяного Дракона, который приносит в Кэппи Город зиму. Внезапная смена погоды озадачивает Тифф и Мета Рыцаря. Дети решают поиграть с Кирби в снежки. Тифф безуспешно пытается озадачить отца по поводу погоды. Её накрывает снегом пролетавший на снегокате Король Дидиди, который издевательски дарит ей сноуборд. Кэппийка злится, но Мета Рыцарь просит её набраться терпения. Они приходят к выводу, что за сменой погоды стоит Дидиди. Кирби врезается в скалу и падает на бесформенное существо, которое оказывается снеговиком по имени Чилли. В нём Кирби обретает друга. Ледяной Дракон застаёт Кирби, спящего в доме. Кирби поглощает снаряд в виде снежинки, превращаясь в Ледяного Кирби. Однако дракона он побеждает лишь при помощи Чилли подбросившего Кирби со снегоката в организм монстра, где он заживо его замораживает. Под лучами солнца Чилли умирает, несмотря на попытки Кирби спасти его. Дети прощаются со снеговиком, а опечаленный Кирби прыгает в воду. Способность — Лёд (дебют). |                 | |                  |                  |                      |                       |
| 21 | 19              | Отдых принцессы Роны Принцесса в другом платье (4Kids) «О:дзё Ро:на но Кю:дзицу» (王女ローナの休日)                                                  | Хироси Харада    | Рима Нозоэ       | 23 февраля 2002 года | 16 ноября 2002 года   |
| Тифф читает Таффу и Кирби сказку о принцессе. Тафф жалуется сестре на то, что рассказ вымышленный. Тем временем родители с радостью сообщают детям, что в Страну Снов приедет Принцесса Рона. Токкори распространяет новость по городу и жители начинают готовиться к приезду. Принцесса Рона приезжает в Страну Снов в сопровождении охраны по командованием Командира Ви. Король Дидиди влюбляется в принцессу и хочет взять её замуж, поэтому он начинает всячески обольщать её. Дети обретают друга в лице Командира Ви. Они находят плиту и при нажатии оказываются за замком. На рыбалке Кирби вылавливает огромную рыбу, из которой Шеф Кавасаки готовит суши. Во время прогулки на Кирби нападает баран. Его спасает Командир Ви, который на самом деле является Принцессой Роной (головной убор и одежда скрывали причёску и медальон). Рона объясняет, что ей хочется новых впечатлений, которых не даст титул принцессы. Во время очередного обольщения Дидиди останавливает командир, который обвиняет короля в непочтении к Принцессе, в результате Дидиди вызывает Ви на дуэль. Командир выходит победителем, но Дидиди натравливает на него и Кирби монстра Сусси, которого герой, вооружённый мечом и Ви побеждают. Ви и Рона благодарят Кирби и прощаются с жителями. Способность — Меч. |                 | |                  |                  |                      |                       |
| 22 | 20              | Решающая битва на уединённом острове: Старый солдат не умрёт никогда! Остров пропавшего воина (4Kids) «Докусима но Кэссэн» (孤島の決戦老兵は死なず!) | Ёхэй Мацуура     | Кисукэ Баба      | 2 марта 2002 года    | 16 ноября 2002 года   |
| Дети, Кирби, Лололо и Лалала отдыхают на лодке в океане. Но появившийся тайфун выбрасывает экипаж на остров, где они пытаются найти жителя (который судя по обнаруженному ими костру есть). Ночью Кирби похищает воин-отшельник Кит Космос, считающий Кирби монстром. Он пытается убить его, но не видя в нём угрозы освобождает героя. Наблюдая за безуспешной рыбалкой детей, Кит решает провести тренировки, мотивируя их стать воинами. Во время занятия, в котором Тафф должен взобраться на дерево и взять самый крупный плод начинается ссора, так как Тафф собрал слишком мало плодов для команды. Кит ставит подножку Таффу и при падении из его сумки выпадает перочинный нож с изображением Мета Рыцаря, которому салютует Кит Космос. Он осознаёт, что война давно окончилась. Группа отмечает, что построив лодку они вернутся в город и Кит встретится с Мета Рыцарем. Тем временем на них нападают Дидиди и Эскаргун, натравливающих на них монстра Торнадона. Превратившись в торнадо Кирби побеждает монстра. Группа решает уехать на корабле Короля Дидиди, но Кит Космос решает остаться на острове. Способность — Торнадо. |                 | |                  |                  |                      |                       |
| 23 | 21              | Пропавший ребёнок Дайны Беспорядок в пустом гнезде (4Kids) «Маиго но Даина Бэиби:» (迷子のダイナベイビー)                                            | Масаюки Оцеки    | Марико Кунисава  | 9 марта 2002 года    | 23 ноября 2002 года   |
| Эскаргун предлагает вниманию Дидиди инъекцию, способную превращать существ в монстров. Воодушевившись идеей, Король и Эскаргун похищают птенца Дайны Блэйд, но случайно оставляют его на скале. С ним воссоединяется Кирби. Токкори рекомендует птенцу вернуться домой, но он не слушает их и бежит по городу, провоцируя беспорядки. В конечном счёте птенца снова похищает Дидиди а Дайна Блэйд снова подозревает Кирби. Погоня приводит птицу и Кирби в замок, где птенцу уже собрались ввести инъекцию, но Дайна Блэйд уничтожает запасы и схватив Дидиди и Эскаргуна сбрасывает их в реку. Способность — Отсутствует. |                 | |                  |                  |                      |                       |
| 24 | 22              | Появление ниндзя бэникагэ! Кутёж ниндзя (4Kids) «Ниндзя, Бэникагэ Сандзё!» (ニンジャ、ベニカゲ参上!)                                                 | Ёсихиса Мацумото | Нобуаки Ямагути  | 16 марта 2002 года   | 23 ноября 2002 года   |
| Неизвестный ниндзя ночью прибывает в Кэппи Город, пытаясь что то найти. Поиски приводят его к дому Кюрио, где он случайно активирует будильник, который вынуждает его спастись бегством, в котором он теряет свиток. Кюрио сообщает о пришельце полицейскому Букему и рассказывает детям о древнем свитке ниндзя бэникагэ, с помощью которого ниндзя передавали ученикам свои знания. Детям идея приходится по душе и они решают поиграть в ниндзя, что озадачивает и злит Короля Дидиди. Тифф не понимает такого повального увлечения и ставит под сомнение существование ниндзя, но Мета Рыцарь опровергает её суждения. Он отмечает, что ниндзя сражались наравне со Звёздными Воинами. Дети решают найти другие элементы настоящего ниндзя и пробираются в библиотеку, где Кирби обнаруживает ниндзя, пытающегося похитить свиток. Дети, Король Дидиди и Эскаргун приказывают ниндзя отдать свиток, но воин скрывается, бросив дымовую шашку. Его настигают Тифф, Тафф и Кирби и ниндзя пытается их убить, но как оказалось он не умеет орудовать боевыми звёздочками (которые оказываются пластиковыми). Ниндзя по имени Бэникагэ признаётся в том, что он был плохим учеником, а свиток - лишь дневник и дети решают обучить его. Их застаёт врасплох банда Ямикагэ, требующая отдать свиток, но Тафф передаёт им слова Бэникагэ. Ямикагэ не верит его словам и атакует Кирби. Превратившись в ниндзя, герой побеждает Ямикагэ, который обещает отомстить. Бэникагэ обещает начать учиться мастерству ниндзя и прощается с детьми. Способность — Ниндзя (дебют). |                 | |                  |                  |                      |                       |
| 25 | 23              | Эскаргон в глазах матери Похожий на маму, похожий на улитку / Управление Эскаргуна (4Kids) «Эсукаругон, Мабута но Хаха» (エスカルゴン、まぶたの母)   | Хироюки Ёкояма   | Марико Кунисава  | 23 марта 2002 года   | 30 ноября 2002 года   |
| Эскаргун отклоняет просьбу детей построить детскую площадку, мотивируя тем, что ему нравится это делать. Мелман приносит любовное письмо от мамы и Эскаргун просит детей помочь ему. Эскаргун рассказал историю, в которой пообещал маме стать знаменитостью Страны Снов. Пытаясь ободрить её он солгал ей, сказав что его выбрали королём Страны Снов. Эскаргун просит жителей притворится и воспринять на один день Эскаргуна королём. Мама Эскаргуна (на которую он очень похож) прибывает в город и решает вместе с ним прогуляться по городу, прося Эскаргуна показать ей достопримечательности. К ужасу Эскаргуна мама просит его показать ей замок Короля Дидиди. Король приходит в ярость от спектакля в исполнении Эскаргуна, но мама откупается мешком с печеньем. В обеденной комнате разгневанный Дидиди не хочет признавать Эскаргуна королём, даже несмотря на объяснения Тифф. В рамках ночного празднования Дидиди с помощью своих Уоддл Ди образует дождь и дарит жителям зонты, которые внезапно оказываются врагами. На защиту матери вступает Эскаргун, а Кирби вооружённый зонтом отбивается от атаки. Эскаргун признаётся маме в том, что он не король, что не расстраивает маму, которая прощается с жителями. На просьбу о строительстве детской площадки Эскаргун снова отвечает отказом. Способность — Зонт. |                 | |                  |                  |                      |                       |
| 26 | 24              | Лояльность! Меч и клинок Меч и клинок, лояльность и честь / Час гневного волка (4Kids) «Тю:сэй! Со:до то Бурэидо» (忠誠! ソードとブレイド)           | Таро Ивасаки     | Рима Нозоэ       | 30 марта 2002 года   | 30 ноября 2002 года   |
| Король Дидиди заказывает монстра, похожего на малинового волка по имени Гневный Волк. Он выходит из под контроля и начинает разрушать город огненным дыханием. Мета Рыцарь приказывает своей команде защитить Кирби и вступает в бой с Гневным Волком. Монстр всаживает в Мета Рыцаря снаряд, парализующий его. Снаряд будет в голове Мета Рыцаря всё время жизни Гневного Волка. Рыцари вспоминают, что монстр не восприимчив к воде и решают использовать эту возможность. Загнав Гневного Волка в реку, они медленно убивают его, а Кирби, вооружившись мечом Галаксия разрубает волка надвое. Мета Рыцарь оживает. Кирби, держа в руках меч сосредоточенно смотрит вдаль. Способность — Меч Галаксия (дебют). |                 | |                  |                  |                      |                       |

## Сезон 2 (2003)
| № серии (оригинал) | № серии (4Kids) | Название | Режиссёр         | Сценарист       | Премьера в Японии     | Премьера в США        |
| --- | --------------- | --- | ---------------- | --------------- | --------------------- | --------------------- |
| 27 | 25              | Влюблённость лесов Виспи Цветочный участок (4Kids) «Кои ни Отита Висура: Удзу» (恋に落ちたウィスピーウッズ)                                           | Хироси Харада    | Нобуаки Ямагути | 6 апреля 2002 года    | 7 декабря 2002 года   |
| Кирби, Тифф и Тафф решают отправиться в леса Виспи, не подозревая, что за ними следят с помощью роботизированного кузнечика. Дерево показывает распускающейся цветок по имени Прекрасная и просит детей помочь защитить его. На утро Прекрасную похищает Король Дидиди, превратив её в монстра. Дети забирают цветок обратно. Они находят карту, из которой следует что Король не оставил попыток построить на месте лесов гольф клуб. Встревоженные родители посылают за детьми Фололо и Фалала. Дети пытаются выкопать цветок, что вызывает гнев у Виспи. Прекрасная превращается в монстра и пытается уничтожить дерево. Фололо и Фалала уничтожают кузнечика и Тифф доказывает Виспи, что за ним всё это время следили. Фололо и Фалала похищаются Дидиди, но Кирби отбивает снаряд, разрушая машину. Проглотив один из снарядов Прекрасной Кирби вооружается резаком и убивает её. Рядом в Виспи вырастает цветочный сад. Способность — Резак. |                 | |                  |                 |                       |                       |
| 28 | 26              | Фабрика террора Дидиди Ошеломительный труд (4Kids) «Кё:фу но Дэдэдэ Факутори:» (恐怖のデデデ・ファクトリー)                                           | Киёси Эгами      | Содзи Ёсикава   | 20 апреля 2002 года   | 7 декабря 2002 года   |
| Дидиди заказывает рабочую одежду и собирает кэппийцев на заводе, где они волей-неволей собирают детали для Ледяного Драконового Робота, обещая в качестве награды электронную утварь. Тифф понимает что завод - афера, из за которой гибнет окружающая среда и побуждает Таффа с Кирби провести расследование. В итоге они находят вышеупомянутого монстра. В сражении, превратившись в ледяного Кирби, герой уничтожает печи, взрывая тем самым робота и завод. На его месте жители снова рассадили деревья. Способность — Лёд. |                 | |                  |                 |                       |                       |
| 29 | 27              | Горячее предложение! Война семейных ресторанов Горячий выстрел шеф-повара / Одиссея специй (4Kids) «Гэкикара! Фамирэсу Сэнсо:» (激辛! ファミレス戦争) | Масаюки Оцеки    | Марико Кунисава | 27 апреля 2002 года   | 14 декабря 2002 года  |
| Король Дидиди не может принимать пищу, так она отвратительна. Насмешки Эскаргуна лишь усугубляют ситуацию. В ресторане Дидиди оскорбляет Шефа Кавасаки. Эскаргун отмечает, что у хорошего шефа должен быть секрет приготовления, чего у Кавасаки нет. Уходя, Дидиди бросает в лицо повара пиццу. Дидиди решает открыть свой ресторан и заказывает шеф повара по имени Гоа. Предложенное им блюдо приводит Дидиди в восторг. Дела у Кавасаки стали идти очень плохо, несмотря на попытки проведения поощрительных акций из-за ресторана Гоа и он просит помощи, но советы детей не воодушевляют его. Не нашедший места в ресторане Гоа полицейский Букем заказывает блюдо у Кавасаки и воодушевлённый повар решает приготовить похлёбку и пельмени. Пытаясь помочь, Кирби случайно погружает в кастрюлю с супом связку листового перца. Букем, начав пробовать блюдо стал извергать огонь, с истошным криком он убегает из ресторана. К сокрушённому Кавасаки приходят несколько жителей, желающих заказать двойную порцию блюда. Находка воодушевляет всё большее число жителей и в итоге Гоа начинает соревноваться с Кирби по остроте блюд. Но у Кирби нет реакции на специи. Гоа предлагает жителям мороженое с добавкой и съев его кэппийцу захотели съесть Кирби, но его защищают дети. Гоа нападает на Кирби и Кавасаки бросает герою сковороду, превращая его в повара, но безуспешно. Проглотив блюдо Кавасаки, Кирби извергает огонь, сжигая повара и ресторан. Попробовав блюдо, Дидиди и Эскаргун сгорают заживо. Способность — Повар. |                 | |                  |                 |                       |                       |
| 30 | 28              | Таинственное яйцо Кирби Роди меня, если Сможешь (4Kids) «Ка:би: но Надзо но Тамаго» (カービィの謎のタマゴ)                                            | Юкитака Кояма    | Аи Ситаёси      | 4 мая 2002 года       | 14 декабря 2002 года  |
| Дети обеспокоились тем, что Кирби спит ночью на улице, но разбудить его не могут и решают оставить попытки. На утро Кирби находит яйцо, которое вызывает интерес у детей. Не понимая, откуда оно взялось они просят о помощи, но никто не знает происхождение яйца. Во время бури Кирби настаивает на сохранении у себя яйца, за которым он будет ухаживать. Он пытается подняться с ним к себе домой но яйцо выскальзывает у него из рук. Кирби удаётся вернуть яйцо, из которого позднее вылупляется младенец по имени Галбо. Кирби ухаживает за ребёнком, но он становится причиной беспорядков в городе. Жители требуют, чтобы ребёнок ушёл, но Кирби противится жителям. На Кирби Король Дидиди натравливает монстра Галбо. Между ним и Кирби ребёнок выбирает второго и пытается сжечь монстра, но безуспешно. Кирби превращается в Огненного Кирби и с помощью Тифф уничтожает монстра. Ребёнок к радости Кирби выживает. Способность — Огонь. |                 | |                  |                 |                       |                       |
| 31 | 30              | Вива! Добро пожаловать в ДиДи-Вегас Парк боли (4Kids) «Биба! Дэдэдэгасу э Ё:косо» (ビバ! デデベガスへようこそ)                                        | Хироюки Ёкояма   | Содзи Ёсикава   | 11 мая 2002 года      | 1 февраля 2003 года   |
| Король Дидиди и Эскаргун к радости жителей открывают парк развлечений, но Тифф и Тафф подозревают неладное. Фололо и Фалала отмечают что ловить Кирби в публичном месте глупо. Кирби клюёт на приманку, арбуз и садится в сидения для американских горок, вынуждая детей последовать за ним. Их отбрасывает в подземелье, где на них нападают каменные статуи, но их спасают Мета Рыцарь и команда. Рыцари предупреждают детей, что парк - ловушка. Тем временем продавец выдаёт Дидиди монстра - микрофон по имени Уолки и предлагает провести конкурс караоке, главный приз в котором - деньги или арбузы. На сцене (на деле - телепорт компании) Кирби вдыхает Уолки и получив микрофон начинает петь. Его отправляют в штаб квартиру компании, но дурное пение Кирби убивает монстров, а позднее и замок Дидиди. В попытке ещё раз спеть Кирби упускает Уолки. Дидиди и Эскаргун в ужасе убегают от героя. Способность — Микрофон (дебют). |                 | |                  |                 |                       |                       |
| 32 | 95              | Смешная беззубая история Зубная дилемма (4Kids) «Ханаси ни Наранаи Ханаси» (歯なしにならないハナシ)                                                   | Таро Ивасаки     | Марико Кунисава | 18 мая 2002 года      | 23 сентября 2006 года |
| Полицейский Букем, а позднее Эскаргун решили вылечить зубную боль. В ужасе ждут своей очереди Кавасаки, Гас и Лен, но мэр хочет обмануть дантиста - доктора Ябуи. Эскаргун озаботился здоровьем полости рта Дидиди, но Король не обращает на это внимание, продолжая поглощать продукты с большим содержанием сахара. В столовой замка Тифф просит Таффа почистить зубы, но тот лишь ополоснул рот и убежал. На утро Король Дидиди и Тафф просыпаются от зубной боли, Эскаргун и Тифф соответственно решают отправить их к дантисту. В кабинете Дидиди принимает банку обезболивающего и заглушает боль, которая возобновляется к вечеру. Король заказывает монстра-дантиста Харди, лечащего без анестезии. В ужасе король убегает и сталкивается с Таффом, которого хватает Харди и залечивает ему зуб. В попытке вылечить Кирби монстр озадачивается тем, что у героя нет зубов. Вдохнув сверло, Кирби превращается в торнадо и устраняет монстра. Дидиди насильно продолжают лечить. Способность — Торнадо. |                 | |                  |                 |                       |                       |
| 33 | 34              | Что?! Сбросы из основы вселенной Мусорный джем (4Kids) «Э:?! Утю: но Гоми Сутэдзё:» (え〜っ?! 宇宙のゴミ捨て場)                                       | Хироси Харада    | Тинатцу Ходзё   | 25 мая 2002 года      | 1 февраля 2003 года   |
| Дети и Кирби изучают звёзды с помощью телескопа, предполагая, что там находятся высшие формы жизни. Тафф видит в инопланетянах угрозу, Тифф - источник новых технологий. Кирби замечает в телескопе НЛО. Потрясённый, он зовёт детей, но те в телескоп ничего не увидели и посчитали, что это упала звезда. На следующий день жители замечают на территории города огромный мусорный полигон. Жители пытаются понять, что делать с мусором, Тифф предлагает узнать, откуда он взялся. Дети и Кирби отправились на ночное расследование и замечают НЛО, выкидывающий мусор. Об этом они сообщают жителям, которые стали бояться, что их собираются погубить пришельцы. Как оказалось, это наказание от Предприятия Кошмара для Дидиди, не желающего выплачивать долги. Король взламывает систему и заказывает Огненного Льва, призванного сжечь мусор. Лев нападает на жителей. Кирби, видя угрозу превращается в Огненного Кирби и атакует, но терпит неудачу. При помощи Тифф, уже на Основной Звезде Кирби отталкивает льва и убивает его в воде. На месте сожжённого мусора появляется новый, а вместе с ним - инопланетяне. Тифф приказывает им прекратить бросать мусор, инопланетяне требуют того же. Очистив город они улетают. Тифф разочаровывается в инопланетянах, но Тафф находит их классными и спрашивает мнения Кирби, но он в этот момент заснул. Способность — Огонь. |                 | |                  |                 |                       |                       |
| 34 | 33              | Уникальный железный человек, шеф-повар Осака Рецепт катастрофы (4Kids) «Кю:кёку Тэцудзин, Кокку О:сака» (究極鉄人、コックオオサカ)                    | Сигэру Ямадзаки  | Рима Нозоэ      | 1 июня 2002 года      | 15 февраля 2003 года  |
| К детям и Кирби, собиравшим ингредиенты приходит Шеф Сиитакэ. Думая, что это монстр, они нападают на него, но шеф доказывает, что он настоящий. Он пришёл учить Кавасаки. Очевидно, что для повара это ничем хорошим не закончится. Король Дидиди просит Сиитакэ показать мастерство. Тифф озадачивается причинами качества блюд Сиитакэ и пытается провести расследование, но вместе с друзьями находит лишь разгневанного Кавасаки. В рамках телешоу Сиитакэ и Кавасаки (которому помогает Тифф) готовят блюдо. Как только Сиитакэ отлучается, дети и Кирби пробираются на кухню и находят упаковку из-под экстракта Гидзиры - причину хорошего вкуса блюд. Добавив его в блюдо втайне от Сиитакэ Кавасаки резко улучшил его вкус. Тифф и Тафф отмечают жульничество Сиитакэ, а Кавасаки в ярости выбрасывает экстракт, но он рикошетит от стены в рот Кирби, который стал галлюцинировать. В аудитории ему мерещится еда и он нападает на жителей с ножом и вилкой. Дидиди натравливает на Кирби монстра - кукурузу Кобгоблина, но герой превращается в повара и срезает семена с монстра, из которых готовит попкорн, взрывающийся во рту. Обесчещенный Сиитакэ отмечает, что экстракт Гидзиры - сувенир для Кавасаки. Он радуется повышению мастерства Кавасаки и тем, что Кирби нравится его еда, после чего уходит. Способность — Повар. |                 | |                  |                 |                       |                       |
| 35 | 31              | Славное гран-при ПуПуПу (Часть 1) Дерби Кирби (Часть 1) (4Kids) «Эико: но ПуПуПу Гуранпури (Дзэмпэн)» (栄光のプププグランプリ (前編))                 | Масаюки Оцеки    | Нобуаки Ямагути | 8 июня 2002 года      | 8 февраля 2003 года   |
| Тафф и Кирби решают прокатится на автомобиле. На кочке Кирби вылетает из машины прямо на голову Дидиди, который вместе с Эскаргуном вынужден был прыгнуть в воду. Король заказывает в Предприятии Кошмара автомобиль с ловушками. По телевидению сообщается о проведению Гран-при, в котором решают принять участие жители. Ночью Тифф обещает Кирби приготовить оладья, если тот не будет участвовать в гонках. Кирби соглашается, но клюёт на тарелки с оладьями, которые выводят его и Тифф к космическому кораблю. Кэппийка вспоминает, что корабль разрушен Дидиди и считает что он больше ни на что не годен. Но Мета Рыцарь это отрицает. Он предлагает починить корабль и протестировать его. Для этого Кирби должен участвовать в Гран-при. Гонки начинаются. Кирби стартует с запозданием, но обгоняет всех и приближается к Дидиди, который собирается помешать ему. Способность — Отсутствует. |                 | |                  |                 |                       |                       |
| 36 | 32              | Славное гран-при ПуПуПу (Часть 2) Дерби Кирби (Часть 2) (4Kids) «Эико: но ПуПуПу Гуранпури (Кё:хэн)» (栄光のプププグランプリ (後編))                  | Киёси Эгами      | Нобуаки Ямагути | 15 июня 2002 года     | 8 февраля 2003 года   |
| Гран-при продолжается. Дидиди пытается всячески помешать Кирби, но тот не вылетает из гонки. Под аркой Кирби проверяет Мета Рыцарь, пытаясь выдавить и позднее хвалит Кирби за успешно пройденное испытание. В процессе попыток помешать герою, Дидиди прокалывает колёса машины Тифф и Таффа и машины Кирби. На пит-лейне им меняют колёса, и гонщики продолжают движение. Король сталкивает машину Кирби в воду, но его возвращает в гонку Кайн. Дидиди снова временно выбивает из гонки Тифф с Таффом и Кирби и разрушает дорогу, надеясь что Кирби упадёт в пропасть, но машина превращается в космический корабль. Дидиди пытается выстрелами убить Кирби. Его спасает Мета Рыцарь, пожертвовав своим автомобилем. Кирби вдыхает шину и превращается в колесо. Он совершает невероятный камбэк, наверстав круги и почти выиграл гонку, выбив из неё Дидиди, но у финишной черты падает и гонку сенсационно выигрывает Лен Блустергас. Он пошёл на хитрость и следовал за Кирби в потоке пыли. Третьими финишировали Тифф и Тафф. Подаренные Мета Рыцарем водительские права Кирби съедает, а позже обливает водой из бутылки Дидиди и Эскаргуна. Способность — Колесо (дебют). |                 | |                  |                 |                       |                       |
| 37 | 35              | Раздавить большого Дидиди после полудня! Арбузный преступник (4Kids) «Охиру но Дэдэдэвагдо о Цубусэ!» (お昼のデデデワイドをつぶせ!)                   | Ёсихиса Мацумото | Тинатцу Ходзё   | 22 июня 2002 года     | 1 марта 2003 года     |
| Дидиди и Эскаргун организуют слежку за Кирби, опасаясь за хозяйство. В магазине Кирби помогает женщине, подав ей выроненный пакет с чипсами. Она благодарит Кирби и разрешает ему съесть их, чем Кирби с удовольствием пользуется. Этим моментом пользуется Король Дидиди редактируя запись так, будто Кирби обворовал женщину и съел чипсы без её разрешения. На телевидении всячески оклеветывают Кирби, обвиняя его в проедании чужой еды. На судебном заседании, транслируемом телеканалом DDD идут слушания по делу Кирби. Попытки Тифф обвинить Дидиди прерываются рекламой. Дидиди и Эскаргун в качестве доказательства преступлений предлагают Кирби съесть пюре и фрукты с овощами, что Кирби к ужасу Тифф делает, разрушая студию. Кэппийка сокрушается. Мета Рыцарь намекает, что иногда перо сильнее меча. Тифф осеняет идея и она начинает распространять газеты с положительными фактами о Кирби. Репортажи телеканала жители саботируют. Это приводит в гнев Дидиди и он начинает распространять свои газеты, но безуспешно. Его же газеты в него выплёвывает Кирби, засоряя замок. Газеты король решает к ужасу продавца отправить в Предприятие Кошмара. Способность — Отсутствует. |                 | |                  |                 |                       |                       |
| 38 | 44              | Прочитайте это! Чудесный бестселлер Метод романа (4Kids) «Ёмудзои! Кё:и но Мирионсэра:» (読むぞい! 驚異のミリオンセラー)                              | Хироюки Ёкояма   | Содзи Ёсикава   | 29 июня 2002 года     | 21 июня 2003 года     |
| Тифф отправляет письмо автору книги "Папи Поти и Камень Дурака", мечтая стать такой же великой писательницей, как и она. Дидиди и Эскаргун озадачены тем, что все жители читают эту книгу и вне очереди покупают её, обманывая продавца Библи. Дидиди недоволен тем, что у книги нет иллюстраций и Эскаргун думает, что Король не умеет читать. Дидиди это отрицает. Эскаргун медленно читает книгу, что злит Дидиди. Он прячется в кустах, продолжая чтение. Король решает отобрать все книги. С их помощью он призывает автора книги - писательницу Роулин. Дидиди приглашает жителей в реплику замка Хогвартс, где король представляет писательницу, что приводит жителей в восторг. Жителям предлагают поиграть в игру, похожую на квиддич, но мётлы зомбируют игроков. Роулин предлагает использовать в качестве мяча Кирби. Как оказалось она - монстр, так как настоящую Роулин приводит Мета Рыцарь. Лже-Роулин атакует настоящую писательницу, но её защищает Мета Рыцарь. Она превращается в Короля Метлу, но Кирби побеждает её, превратившись в Чистильщика. Роулин оставляет автограф на книге Дидиди. Способность — Чистильщик (дебют). |                 | |                  |                 |                       |                       |
| 39 | 36              | Потерянный Эскаргон Эскар-прошлое (4Kids) «Бо:кяку но Эсукаругон» (忘却のエスカルゴン)                                                                | Хироси Харада    | Тинатцу Ходзё   | 6 июля 2002 года      | 8 марта 2003 года     |
| Король Дидиди заказывает существо под названием «Стиратель» и удивляется его малому размеру. Существо ловит во сне Эскаргун, сначала почувствовав что-то странное. На утро оказалось, что Эскаргуна никто не помнит и это приводит его в ужас. После того как Эскаргун прошёл между Мета Рыцарем и Тифф, рыцарь вспоминает, что Дидиди кого то вчера заказал. Он решает помочь Эскаргуну. Убитый горем, он сталкивается с Кирби, который к его радости помнит его. Обнимая Кирби, Эскаргун приносит извинения и обещает больше никому не досаждать. Эскаргуна впоследствии вспоминают Тифф и Тафф, предлагая попить чаю с печеньем. Мета Рыцарь, также вспомнивший Эскаргуна просит его вспомнить о странностях, произошедших с ним и Эскаргун сообщает о ночных событиях. Мета Рыцарь сообщает что причина бед - существо Стиратель. Поймавшая его жертва навечно всеми забывается. Мета Рыцарь предлагает опасный, но единственный метод изъятия монстра, на что Эскаргун соглашается. Операция проходит успешно и Эскаргуна вспоминают все. Стиратель опять пытается проникнуть в Эскаргуна, но его проглатывает Кирби, которого все забывают. Но в итоге ему удаётся выплюнуть существо. Способность — Отсутствует. |                 | |                  |                 |                       |                       |
| 40 | 37              | Охотник за демонами Накл Джо! Управление монстрами (4Kids) «Мадзю: Ханта: Наккуру Дзё:!» (魔獣ハンターナックルジョー!)                                | Таро Ивасаки     | Рима Нозоэ      | 13 июля 2002 года     | 15 марта 2003 года    |
| Монстры, заказанные Наклом Джо - новым менеджером Предприятия Кошмара штурмуют город. На слова жителей об обещании Накл Джо отвечает что его интересы лежат в финансовой плоскости. Кирби отбивается от атак, вдыхая монстров и Дидиди натравливает на него железного робота Пресса. На Кирби нападает Накл Джо и приказывает Прессу прикончить его, но одновременно он бросает сгусток энергии, прося Кирби поглотить его. Кирби превращается в бойца. Совместными усилиями они побеждают Пресса. Поблагодарив Кирби, Накл Джо (который на самом деле Охотник за Демонами) уходит. Способность — Боец. |                 | |                  |                 |                       |                       |
| 41 | 38              | Большой прогноз Мэйбл (Часть 1) Прогноз в затруднительном положении (Часть 1) (4Kids) «Мэ:бэру но Даиёгэн! (Дзэмпэн)» (メーベルの大予言! (前編))      | Сигэру Ямадзаки  | Содзи Ёсикава   | 20 июля 2002 года     | 22 марта 2003 года    |
| Дидиди снится кошмар, в котором появляется огненный шар в виде Кирби. Оставаясь под впечатлений Король начинает бояться Кирби. Жители увидев Короля просят его построить детскую площадку, на это же в рамках предсказания намекает прорицательница Мэйбл, предупреждая об опасности. Король отвечает отказом. Эскаргун всячески пытается всячески держать Дидиди в тонусе, чтобы ему не снились кошмары. Тем временем Тифф и Мэйбл находят обсерваторию с огромным телескопом. Дидиди натравливает на Кирби монстра Фридги, чтобы убить его. Огнём Кирби удаётся победить монстра. Видя в Огненном Кирби воплощение своего кошмара, Дидиди в ужасе бежит, но Мэйбл доказывает что угроза не в Кирби, а красной звезде на небе. Способность — Огонь. |                 | |                  |                 |                       |                       |
| 42 | 39              | Большой прогноз Мэйбл (Часть 2) Прогноз в затруднительном положении (Часть 2) (4Kids) «Мэ:бэру но Даиёгэн! (Кё:хэн)» (メーベルの大予言! (後編))       | Масаюки Оцеки    | Марико Кунисава | 27 июля 2002 года     | 29 марта 2003 года    |
| Король Дидиди устанавливает золотую статую в честь себя самого, что приводит в гнев жителей, требующих строительства площадки. Мэйбл предлагает короля одуматься но безуспешно. Жители не могут ничего сказать внятного по поводу астероидов. Тем временем Тифф замечает странный случай - массовую миграцию мышей. Дидиди не обращает внимания на звезду и приходит в ужас лишь после того, как астероид увеличивается в размерах. Тифф пытается придумать способ, чтобы отклонить астероид и вместе с командой решает это сделать с помощью снарядов из пушек. Предчувствуя конец, жители начинают просить прощения друг у друга. Дидиди в срочном порядке строит площадку, предлагая Кирби опробовать её, но его вместе с королём сдувает. Ядра не долетают до астероида, но Тифф замечает Кирби и помогает ему долететь до астероида. Выплюнув ядра, Кирби меняет траекторию звезды и спасает город. Способность — Отсутствует. |                 | |                  |                 |                       |                       |
| 43 | 40              | Овечье восстание Овцекрушение (4Kids) «Хацудзи-тати но Хангяку» (ヒツジたちの反逆)                                                                    | Акира Тоба       | Тинатцу Ходзё   | 3 августа 2002 года   | 5 апреля 2003 года    |
| После чтения книги Тифф замечает, что Кирби атаковал баран. Переживая за него она решает вместе с полицейским Букемом провести расследование, но ничего подозрительно не замечает. Тем временем Кирби атакует уже стадо баранов. Тифф отмечает это, но ей никто не верит. На телеканале DDD её обвиняют во лжи. Тифф решает изучить овец и баранов, но ей вынужден помешать пастух Шепард, на которого впоследствии бараны нападают. Лидер Амон тренирует овец, превращая их в волков и вместе с ними штурмует город, к котором происходит хаос. Он объясняет что стремится отомстить Кэппи Городу за геноцид его расы и зомбирует жителей. Обретя тёмную форму Амон атакует Кирби. Получив шипы, герой пытается устранить барана, но его возвращает в первоначальную форму Тифф, дунув в свисток. Амон прекращает досаждать Кирби и уходит восвояси. Способность — Иглы. |                 | |                  |                 |                       |                       |
| 44 | 41              | Друг лесов Виспи, Акор Война лесов (4Kids) «Висупи: Удзу но Томо» (ウィスピーウッズの友アコル)                                                        | Акира Мано       | Нобуаки Ямагути | 10 августа 2002 года  | 12 апреля 2003 года   |
| Гуляя по лесу, Король Дидиди и Эскаргун ходят выпилить массивное дерево, но на его защиту встают птицы и животные. Дети и Кирби решают проведать Виспи, который сначала угощает их яблоками, а потом просит помочь его другу Акору, находящемуся в опасности. Дети соглашаются помочь Виспи. За ними организовывает слежку Эскаргун. Токкори сообщает детям, что Акор находится за водопадом. Рик и его команда спрашивают, почему дети сюда пришли. Тафф объясняет, что находятся они здесь по заданию Виспи, чтобы помочь Акору и обвиняет животных, который в ярости атакуют детей. Рик ловит Кирби на арбузную приманку, но его же на сырную приманку ловит Тафф. Невольно Рик освобождает Кирби. Прибывшие Ку и Тифф приходят в ярость от такого развития событий и предупреждают детей о другой опасности для Акора. Дидиди опять не оставляет планов по строительству гольф клуба и пытается распилить дерево, но его останавливает Тафф. Проглотив бензопилу, Кирби получает резак и разрубает автомобиль Дидиди надвое. Во время шторма дети и животные защищают Акора. Дерево наконец пробуждается и благодарит команды за помощь. Способность — Резак. |                 | |                  |                 |                       |                       |
| 45 | 52              | Крик в лётную ночь! (Часть 1) Тактика запугивания (Часть 1) (4Kids) «Манацу но Ёру но Ю:рэй! (Зэмпэн)» (真夏の夜のユーレイ! (前編))                   | Хироюки Ёкояма   | Марико Кунисава | 17 августа 2002 года  | 25 октября 2003 года  |
| Во время игры в футбол Тафф случайно бьёт вместо мяча по Кирби. Тифф следует на место, куда герой упал. Найдя Кирби она собирается выйти из леса, но висячее чучело призрака сильно её пугает. Взрослые объясняют, что проходит тест на смелость. Те, кто не побоится пройти через лес, получит на кладбище приз. Дидиди решает этим воспользоваться и напугать всех, в том числе Кирби. Кэппийцы начинают тест. Все, кроме Тифф, Таффа и Кирби его проваливают. Тифф и Тафф пугаются одного из привидений, но Кирби разоблачает в нём Эскаргуна. Он же потом пугает его и Дидиди тыквенным нарядом. В качестве награды к разочарованию Тифф и Тафф они находят лишь медаль. Кирби однако награде счастлив. Дождь заставляет их направится в заброшенный особняк, однако ветер отбрасывает Таффа и запирает в особняке Тифф и Кирби. Способность — Отсутствует. |                 | |                  |                 |                       |                       |
| 46 | 53              | Крик в лётную ночь! (Часть 2) Тактика запугивания (Часть 2) (4Kids) «Манацу но Ёру но Ю:рэй! (Кё:хэн)» (真夏の夜のユーレイ! (後編))                   | Хироюки Харада   | Марико Кунисава | 24 августа 2002 года  | 25 октября 2003 года  |
| Тафф бежит за помощью и находит Мета Рыцаря, моля его помочь открыть дверь в заброшенный дом. Попытка открыть дверь мечом проваливается и Мета Рыцарь гневно отмечает, что дом - творение Предприятия Кошмара. В доме Тифф и Кирби приходится пережить немало кошмаров - таинственные свечения, летучие мыши и рука воина, держащего меч, едва не убивающая Кирби, а также фонтан, заполняемый кровью и комната с часами. Заблудившись на кладбище, Дидиди и Эскаргун прибывают в дом, этим моментом пользуются Мета Рыцарь и Тафф, проникая в дом и воссоединяясь с Кирби и Тифф, ранее отметившей что "кровь" - всего лишь краска. Они решают разыграть уснувших Короля и Эскаргуна. Тафф и Мета Рыцарь подвешивают Эскаргуна, создавая у Короля иллюзия полёта Эскаргуна. Дидиди метлой бьёт Эскаргуна но к собственному ужасу замечает его обезображенное лицо. Тифф и Кирби обливают их краской, и думая, что это кровь. Фигура на картине - Шарбон пугает Дидиди пузырями. Эскаргун решает смыть краску, но его в беспамятстве забивает Дидиди. Их пугает призрак, который на самом деле - Кирби с фонариками. Дидиди и Эскаргун оказываются в жутком подвале и появляющийся продавец объясняет им происхождение дома. Они решают обмануть детей мнимой смертью Дидиди и загнать Кирби в ловушку. В последний момент мечом его отталкивает Мета Рыцарь. Призванный монстр Габон атакует Кирби, проглатывание его кости ничего ему не даёт. Поглотив факел он сжигает дом, из которого команда чудом убегает. Дидиди и Эскаргун засыпают на руинах при рассвете. Мета Рыцарь показывает детям спящего Кирби. Способность — Огонь.                                                                            |                 | |                  |                 |                       |                       |
| 47 | 42              | Идите домой, дорогие Уоддл Ди Розовый воротниковый блюз (4Kids) «Каэрэ, Аиси но Вадору Ди» (帰れ、愛しのワドルディ)                                   | Ёсихиса Мацумото | Рима Нозоэ      | 31 августа 2002 года  | 19 апреля 2003 года   |
| Просматривая утром каталог монстров, Дидиди решает заказать чай, но Уоддл Ди приносят ему напиток лишь вечером. Ирония Эскаргуна приводит короля в ярость и Дидиди, проявляя недовольство работниками увольняет их и заказывает Внутреннего Робота-Слугу. Уоддл Ду, дети и Кирби просят Дидиди одуматься, но робот уже приступил к работе. Отряды Уоддл Ди вынуждены уйти из города и жители решили попытаться понять их причины. Они замечают пещеру, решая её исследовать, но их выдаёт крик Кирби, подцепившего краба. Уоддл Ди выдавливают их, остановить отряды удаётся лишь Уоддл Ду. Тифф осеняет идея и она маскирует Кирби под Уоддл Ди. Жителм дают Кирби задание - сфотографировать важное в пещере, но Кирби не умеет фотографировать. Однако на одной из фотографий жители замечают огромный ящик. Мета Рыцарь предупреждает Эскаргуна об опустошении его коллекции. Это приводит Эскаргуна в уныние. Дидиди бежит к денежным запасам и в ужасе отмечает, что их нет. Он обвиняет Дидиди, но Мета Рыцарь просит их следовать за ним. Они замечают робота, отправляющего богатства в Предприятие Кошмара и атакуют его, но безуспешно. На помощь к нему бегут отряды Уоддл Ди, за ними жители. Копья Уоддл Ди невосприимчивы для робота. Превратившись в камень, с помощью Уоддл Ди Кирби побеждает робота. По иронии судьбы, Уоддл Ди постоянно охраняли сокровища Дидиди. Король радуется этому факту и возвращает Уоддл Ди и на работу. Они вместе с Кирби исполняют победный танец. Способность — Камень. |                 | |                  |                 |                       |                       |
| 48 | 43              | Обзорная экскурсия страны ПуПуПу Туристическая ловушка (4Kids) «ПуПуПурандо Канко: Цуа:» (プププランド観光ツアー)                                     | Сигэру Ямадзаки  | Нобуаки Ямагути | 14 сентября 2002 года | 26 апреля 2003 года   |
| Во время игры в футбол Тифф, Тафф и Кирби замечают рекламный проспект. Как оказалось, к ним приехали туристы, которые не знают как себя вести. Жители же не подготовились к их приезду. Эскаргун проводит для жителей экскурсию. Первый пункт - река - дом Кайна. Дидиди бросает Кирби, словно мяч, желая чтобы Кайн вернул его обратно, но безуспешно. Туристам становится скучно. Второй пункт - гнездо Дайны Блэйд. Туристы воодушевляются птенцом, но вспышки фотоаппаратов раздражают птицу, прогоняющую туристов. В рамках ужина, Эскаргун зарисовки достопримечательностей, что вызывает у туристов недовольство. Продавец даёт Дидиди некую огненную сферу. На утро Эскаргун предлагает Тифф стать экскурсоводом, кэппийка соглашается. Она решает показать туристам провидца Кабу, но его туристы разрисовывают. Далее туристы направляются к вулкану, где они видят фейерверк, приводящий их в восторг. В это время Дидиди бросает сферу, из которой вырывается на свободу монстр Огненный Кормилец. Кирби превращается в огонь, но ожидаемо не может победить монстра. Тифф и Тафф бросают Кирби из термосов лёд. По просьбе кэппийки и Уоддл Ду, туристы помогают Кирби, который превратившись в лёд замораживает монстра, который травмирует Дидиди и Эскаргуна. Способность — Огонь, Лёд. |                 | |                  |                 |                       |                       |
| 49 | 47              | Новое аниме: Звезда Дидиди Мультипликационный шут (4Kids) «Анимэ Симбангуми Хоси но Дэдэдэ» (アニメ新番組星のデデデ)                                  | Таро Ивасаки     | Содзи Ёсикава   | 21 сентября 2002 года | 20 сентября 2003 года |
| Тифф показывает детям кинеограф, на котором она прыгает через скакалку. Это чудо она объясняет оптической иллюзией. Король Дидиди пытается повторить за ней, но по качеству эта работа гораздо хуже. Король не понимает, почему анимация такая короткая, на что Эскаргун отвечает, что на одну анимацию требуется тысячи кадров и предлагает для этой цели нанять работников. Предприятие Кошмара обеспечивает короля финансами для создания шоу. Дидиди открывает анимационную студию. Тифф объясняет, что создание мультфильма - трудный процесс, к который помимо художников в работу вовлечены другие специалисты различных профессий. Она предлагает разработать концепцию шоу, узнать целевую аудиторию, сверстать бюджет, а также разработать историю и героев. Дидиди это утомляет и он предлагает в качестве главного героя себя в роли Дидидимена, показывая уродливый концепт. Тифф предлагает более мягкий вариант, рисуя Кирби. Эскаргун и Дидиди приказывают Тифф написать сценарий к завтрашнему дню, что приводит кэппийку в ужас. Ей помогает Сэр Эбрум. Работа продолжается. Ночью Дидиди и Эскаргун меняют сценарий про Кирби на собственный. Король назначает работникам дедлайн - завтрашний день и сотрудники из последних сил дорабатывают проект, но безуспешно, тем временем король привлекает спонсора. В мультфильме к удивлению работников герой Дидиди а Кирби - злодей. Отвратительно прорисованный мультфильм прерывается. Продавец отмечает, что мультфильм должен быть профессионально сделан и предлагает расплатиться с долгом, самостоятельно нарисовав мультфильм. На экране - ужасно прорисованные Дидиди и Кирби, приводящие в восторг жителей. Способность — Отсутствует. |                 | |                  |                 |                       |                       |
| 50 | 48              | Сохрани! Проклятый банк Не храните ничего в банке (4Kids) «Тамэрудзои! Норой но Тёкин-бако» (貯めるぞい! のろいの貯金箱)                              | Масаюки Оцеки    | Тинатцу Ходзё   | 28 сентября 2002 года | 27 сентября 2003 года |
| Дидиди распространяет модные куклы Дидиди купленные у Предприятия Кошмара, чтобы промыть мозги кэппийцам. Через куклу ночью он пробуждает в жителях любовь к себе и вымогает у них деньги, открывая для их хранения свой банк. Мета Рыцарь предлагает Тифф внимательнее рассмотреть куклу. Эскаргун напоминает Дидиди о Кирби, но король решает его поймать позже, так как не высыпается. Ночью через куклу он избивает всех жителей кроме Тифф, так как она положила куклу в ящик. На утро Эскаргун негодуя бьёт куклу, те же удары получает и Дидиди. Продавец объясняет, что движения кукол Дидиди синхронизированы с движениями короля. Дидиди и Эскаргун решают отобрать у жителей игрушки. Остаётся игрушка у Кирби, который начинает играть с ней, невольно мучая Дидиди. Тифф сообщает ему, что банк потерпел крах и жители забрали оттуда свои деньги. К качестве реванша Дидиди через куклу избивает Кирби, но ему помогает Кавасаки, закапывая вместе с ним куклу. Моль, сталкивая с куклой кусает её и Дидиди начинает бить Кирби молотом. По совету Токкори Кирби вдыхает куклу и пытается получить способность, но безуспешно. Настоящий Дидиди оказывается в таинственном пространстве, где начинает истошно кричать. Способность — Отсутствует. |                 | |                  |                 |                       |                       |
| 51 | 49              | Сентиментальный Кирби Кирби получает торт (4Kids) «Сэнтимэнтару Ка:би:» (センチメンタル・カービィ)                                                    | Акира Мано       | Тинатцу Ходзё   | 5 октября 2002 года   | 4 октября 2003 года   |
| Проснувшись утром, Кирби решает поприветствовать жителей, но они, занятые делами, всячески от него отстраняются по неизвестным причинам, что озадачивает героя. Дидиди и Эскаргун замечают в руках Айру и Шипоголового бочку с порохом и посчитали, что жители хотят создать оружие для организации революции и свержения короля. Тифф отстраняет Кирби, предлагая ему зайти позже. Дидиди и Эскаргуну, бегущим по замку также не до героя. Считая, что его все забыли, Кирби идёт к Токкори, который словами окончательно деморализует героя, решающего покинуть город. Дидиди, думая что пресекает попытку революции уничтожает работы жителей, но ему объясняют, что всё это - подарок Кирби к первому году его пребывания в Кэппи Городе. Дидиди обещает сделать подарок и уезжает. Тифф и Тафф приказывают Токкори найти Кирби. Героя успокаивают Кабу, Мета Рыцарь, а впоследствии Токкори. По возвращении домой в честь Кирби жители устраивают праздник. Его портит Дидиди, натравливая под видом подарка монстра по имени Дэндзя. Вооружившись бомбами Кирби убивает его. Способность — Бомба (дебют). |                 | |                  |                 |                       |                       |

## Сезон 3 (2002-03)
| № серии (оригинал) | № серии (4Kids) | Название | Режиссёр         | Сценарист       | Премьера в Японии    | Премьера в США        |
| --- | --------------- | --- | ---------------- | --------------- | -------------------- | --------------------- |
| 52 | 45              | Демонические шоколадные капсулы! (Часть 1) Атака закусок (Часть 1) (4Kids) «Акума но Тёко Капусэру! (Дзэмпэн)» (悪魔のチョコカプセル! (前編))   | Хироюки Ёкояма   | Марико Кунисава | 12 октября 2002 года | 6 сентября 2003 года  |
| Тагл и Генгу выбрасывают мусор в неположенном месте, и заметившая это Тифф отчитывает их. Мусором как оказалось являются шоколадные конфеты, содержащие игрушки. Идея воодушевляет Тагла и Генгу, которые начали продавать конфеты. Дети находят в конфетах фигурки, сам шоколад они скармливают Кирби. На этом фоне возникает небольшой конфликт, после которого к увлечению присоединяются взрослые. Дидиди находит фигурки, принадлежащую Эскаргуну и воодушевившись скупает партию товаров. Тифф не считает данную забаву безопасной Айру показывает жителям фигурку Мета Рыцаря и Дидиди хочет получить такую же, несмотря на то, что постоянно встречается с настоящим рыцарем. Тифф просит помощи у Мета Рыцаря, но он считает эту идею хорошей. При попытке грабежа Дидиди попадает в тюрьму. Для безопасности Букем забирает фигурку. Тифф недоумевает, почему Тагл и Генгу так доверяют продукту неизвестного происхождения (товар упал прямо с неба) и пытается предупредить жителей об опасности, но безуспешно. На телевидении рекламируют новую линейку товаров. Фигурки, которые купили жители превращаются в цветовых монстров и атакуют их. Способность — Отсутствует. |                 | |                  |                 |                      |                       |
| 53 | 46              | Демонические шоколадные капсулы! (Часть 2) Атака закусок (Часть 2) (4Kids) «Акума но Тёко Капусэру! (Кёхэн)» (悪魔のチョコカプセル! (後編))     | Ёсихиса Мацумото | Марико Кунисава | 19 октября 2002 года | 13 сентября 2003 года |
| Жители безуспешно отбиваются от монстров, надеясь на помощь Кирби. Дидиди предлагает сделку - если Кирби победит на арене всех монстров, то он уберёт всех монстров. Начинается битва. Кирби поочерёдно побеждает, превращаясь в бойца Кунг Фу Ли, Боксёра Дайсона, Каратэ Пацана, Старца Тайкиоку и Янки Секитори, выигрывая кубок. Дидиди и Эскаргун безуспешно пытаются найти редкую фигурку. Способность — Боец. |                 | |                  |                 |                      |                       |
| 54 | 54              | Больше, чем рыцарь! Кихано Один безумный рыцарь (4Kids) «Ярисуги но Киси! Киха:но» (やりすぎの騎士! キハーノ)                                   | Акира Тоба       | Рима Нозоэ      | 26 октября 2002 года | 8 ноября 2003 года    |
| Жители замечают корабль, потерпевший крушение. Кирби, Тифф и Тафф перекидывают корабль на поверхность, из которого выходит странный рыцарь Сэр Галлант, который способен как конфликтовать, так и проявлять чрезмерное уважение. Сэр Галлант рассказывает свою историю о спасении мира, но Мэйбл этого не помнит. Рыцарь рассказывает ей историю, о том как он спас её от гибели во время войны и Мэйбл вспоминает это, так же как и то, что она - принцесса. Исследуя корабль рыцари, дети, Эскаргун и Король Дидиди находят комиксы и фильм о Сэре Галланте. Дидиди натравливает на рыцаря огромную ветряную мельницу. Сэр Галлант пытается защитить Мэйбл, но через отражения через лопасти получает кошмар, деморализующий его. Поглотив снаряды, герой превращается в Зеркального Кирби и клонируя себя уничтожает мельницу. Сэр Галлант пытается наложить на себя руки, но его мотивирует Мэйбл и рыцарь воодушевляется, прощаясь впоследствии с жителями. Способность — Зеркало (дебют). |                 | |                  |                 |                      |                       |
| 55 | 55              | Несомненная любовь Дидиди Милашка и ворчун (4Kids) «Ару Аи но Дэдэдэ» (ある愛のデデデ)                                                          | Хироси ХАрада    | Тинатцу Ходзё   | 2 ноября 2002 года   | 15 ноября 2003 года   |
| Во время создания монстра происходит авария — существо попадает в мозг Дидиди, и тот становится добрым. Это озадачивает жителей и они пытаются разозлить его, но безуспешно. Заявления Дидиди о своей любвеобильности на телевидении шокируют жителей. Как оказалось у монстра внутри Дидиди накапливается ярость. В рамках вечерней встречи жителей с Дидиди кэппийцы начинают безнаказанно издеваться над королём, постепенно накаливая в монстре ярость. Подозревая что в Дидиди засел монстр Эскаргун решает высвободить его при помощи огромного молота. Тифф предупреждает, что побочным эффектом такого метода является неконтролируемая ярость жертвы. Мета Рыцарь предупреждает об опасности. Гоняясь за Кирби, Дидиди поскальзывается на банановой кожуре и высвобождает монстра Тогейру. Кирби вооружается иглами, но побеждает монстра лишь при помощи Тифф и воспользовавшись хитростью, направив иглы в его направлении и убив монстра. Дидиди в ярости гоняется за Эскаргуном. Способность — Иглы. |                 | |                  |                 |                      |                       |
| 56 | 56              | Эгоистичный питомец Скарфи Домашнее животное - угроза от Дидиди (4Kids) «Вагамама Пэтто Сука:фи» (わがままペットスカーフィ)                     | Сигэру Ямадзаки  | Нобуаки Ямагути | 9 ноября 2002 года   | 22 ноября 2003 года   |
| Дидиди получает в подарок от Предприятия Кошмара питомцев Скарфи и решает за ними ухаживать. Питомцы явно хотят попробовать Кирби на вкус, так как один из них кусает его за руку при попытке взять куриную ножку. Уход за Скарфи серьёзно бьёт по бюджету Дидиди и король решает оставить их в лесу. Скарфи приходят в голодную ярость и начинают гоняться за Риком. Питомцы впоследствии съедают овец и останавливаются у дерева, на котором спит Кирби. Один из Скарфи пробирается на дерево и кусает Кирби за руку. Крича от боли он будит Токкори, которого съедает Скарфи, но тут же выплёвывает. Питомцы гоняются за Кирби, провоцируя в городе хаос. В замке Дидиди Скарфи скармливают кости, превращающие их в монстров. Попытка Кирби воспользоваться вдохом приводит питомцев в ярость и Скарфи кусает Кирби за руку. В процессе защиты Дидиди выбивает из Скарфи кость, возвращая его в нормальное состояние. Этим пользуется Кирби, вооружаясь молотом и нейтрализует всех питомцев. Они заполняют замок Дидиди и Скарфи опять кусает Кирби за руку. Способность — Молот (дебют). |                 | |                  |                 |                      |                       |
| 57 | 57              | Те, кто смеются над пирогом, плачут в пироге! Непропечённая битва (4Kids) «Пай о Вараумоно ва Рай ни Накудзои!» (パイを笑う者はパイに泣くぞい!) | Таро Ивасаки     | Тинатцу Ходзё   | 16 ноября 2002 года  | 29 ноября 2003 года   |
| Во время телевизионного кулинарного шоу в Дидиди попадает пирог. Это смешит жителей и злит короля, решающего организовать акцию Пирожная Справедливость. Между ним и жителями начинается пирожная битва. Дидиди хочет опозорить Кирби, но он съедает его атаки. Тогда он натравливает на героя пирожного монстра Бэлли Бастера. Монстр закидывает Кирби пирогами. Тифф не понимает, почему Кирби не ест их и попробовав их испытывает отвращение, равно как и все жители. Монстр злится. Бэлли Бастер проглатывает Кирби, Дидиди и Эскаргуна и превратившись в желудок начинает их медленно переваривать. Король решает взорвать его бомбой. По совету Эскаргуна Кирби проглатывает бомбу и снарядами убивает монстра. Он спускается вниз на зонтике кэппийки Лютик (единственной, не получившей ударов) а Дидиди и Эскаргун падают в пирожную массу. Кирби решает тоже упасть в массу, отбрасывая зонт. Способность — Бомба. |                 | |                  |                 |                      |                       |
| 58 | 58              | Учитель-демон. Сервис наказаний Элементарный N.M.E (4Kids) «Мадзю: Кё:си дэ Осиоки ё!» (魔獣教師でお仕置きよ!)                                  | Масаюки Оцеки    | Дзюнья Ёсида    | 23 ноября 2002 года  | 6 декабря 2003 года   |
| Дети насмехаются над Королём Дидиди, рисуя на него карикатуры. Король решает научить детей хорошим манерам и дать им образование, открывая школу. Надетая на учителей студенческая шапка производства Предприятия Кошмара раскрывает в них злую сущность и осложняет процесс обучения. Тифф на корню пресекает опасный эксперимент с плутонием и наказывается держанием ведра с наполняющейся водой. Мета Рыцарь находит в замке Дидиди каталог Предприятия Кошмара и выдаёт его Тифф, из которой она узнаёт о зловещей шапке, превращающей обладателей в злодеев. Кирби, пытаясь сорвать шапку случайно надевает её на Тифф и одержимая кэппийка начинает гнаться за героем. Тафф сбивает шапку, превращающуюся в учителя-монстра, которого побеждает превратившийся в бойца Кирби. Параллельно он уничтожает школу. Детей отныне учит кэппийка Лютик. Способность — Боец. |                 | |                  |                 |                      |                       |
| 59 | 59              | Великолепная программа, суперхит! Обеденное время Пища для лодыря (4Kids) «Саикё: Бангуми Тёкугэки! Бан Гохан» (最強番組直撃! 晩ごはん)         | Аканэ Иноуэ      | Рима Нозоэ      | 30 ноября 2002 года  | 13 декабря 2003 года  |
| Королю Дидиди надоедает однообразное меню. Он пытается попробовать еду Кавасаки, но ожидаемо приходит от её качества в ярость. Следя за жителями, кормящими Кирби, он решает создать шоу, в котором кэппийцы приготовят для него как можно более роскошные блюда. Жители за хорошие блюда получают вознаграждения, и печалит Кирби, который очень хочет есть. Во время трапезы у полицейского Букема Эскаргун захотел дискредитировать кэппийца, обильно поперчив краба (ибо на оплату призовых не хватает денег), но ловится с поличным. Дидиди решает заказать краба у Предприятия Кошмара, но случайно заказывает монстра, которого жарит заживо превращённый в повара Кирби. Король отказывается от еды и Кирби решает съесть её. Способность — Повар. |                 | |                  |                 |                      |                       |
| 60 | 60              | Священный меч Галаксия! Крестовый поход за мечом (4Kids) «Хо:кэн Гяракусиа!» (宝剣ギャラクシア!)                                                | Хироюки Ёкояма   | Нобуаки Ямагути | 7 декабря 2002 года  | 7 февраля 2004 года   |
| За обедом родители, дети и Кирби замечают корабль, потерпевший крушение, в котором находится таинственная воительница. Этот же корабль находят Дидиди и Эскаргун. Воительница положительно отмечает факт своего пребывания в Страну Снов сжигает автомобиль короля. Воительница штурмует замок и находит Мета Рыцаря, требуя от него боя и сталкиваясь с детьми и Кирби. Преставившись как Сирика, она отметила, что ей нужен меч Галаксия и рассказала историю о своей матери Гарлюд - звёздной воительнице, сражавшейся вместе с Мета Рыцарем против монстра Кирисакина. Мета Рыцарь не помог Гарлюд и забрал Галаксию, оставив её умирать. Теперь Сирика мстит Мета Рыцарю за смерть своей матери. Дидиди закупает Кирисакина. В убежище Кабу рассказывает историю происхождения меча Галаксия. Забрав меч у охранника Кирисакина, Мета Рыцарь спутал планы Кошмара. В дуэли между Сирикой и Мета Рыцарем последний теряет меч и воительница пытается его взять, но получает удары током. Кирби вооружается мечом, Но Кирисакин ломает его. Сирика, вырвав Галаксию, бросает меч Кирби, и он ударной волной разрубает монстра надвое. Мета Рыцарь отмечает, что покойная мать гордилась бы Сирикой. Воительница мирится с жителями и прощается с ними. Способность — Меч, Меч Галаксия. |                 | |                  |                 |                      |                       |
| 61 | 61              | Толстострофа! Мусорная закуска Фитнес-злодей (4Kids) «Хаидзан! Сунакку Дзянки:» (肥惨! スナックジャンキー)                                      | Ёсихиса Мацумото | Марико Кунисава | 14 декабря 2002 года | 14 февраля 2004 года  |
| За просмотром телевизора Дидиди съедает чипсы, предназначавшиеся для Кирби и к ужасу Эскаргуна толстеет. Жители решают радикальным методом побороть тягу короля к чипсам. Проведя экспертизу Тифф приходит к выводу, что в чипсы добавлен химикат, отвечающий за полноту жертвы. Мета Рыцарь спрашивает детей где Кирби и к их ужасу они находят героя располневшим в замке Дидиди. Эскаргун заказывает фитнес-инструктора Макса Флексэра, который радикальными методами начинает лечить их полноту. Снаряд, продавив Кирби выдавливает из него чипсы, возвращая его в первоначальное состояние. Вдохнув наушники Макса Кирби вооружается микрофоном, разрушает замок и убивает инструктора. Дидиди возвращается в первоначальное состояние. Услышав пение Кирби он и Эскаргун в ужасе убегают. Способность — Микрофон. |                 | |                  |                 |                      |                       |
| 62 | 62              | Удачливая гадалка Мэйбл управляет ролями (4Kids) «Такага Уранаи Сарэдо Уранаи» (たかが占いされど占い)                                           | Хироси Харада    | Марико Кунисава | 21 декабря 2002 года | 21 февраля 2004 года  |
| В рамках телевизионного шоу Мэйбл делает предсказания для жителей, которые сбываются. На деле же несчастные случаи, происходящие с жителями провоцируются детьми и Кирби по указу бармена Само. Он признаётся Тифф, что хочет сделать Мэйбл счастливой. Тифф предлагает сказать ей правду. Дидиди и Эскаргун похищают прорицательницу. Она предупреждает о наводнении, готовом поглотить город и предлагает жителям следовать за ней. Она раздвигает море по сторонам, но как оказалось это - результат урагана, созданного Кирби. Мэйбл признаётся в постановке и просит жителей не верить слепо предсказаниям. Кирби держит ураганом Дидиди и Эскаргуна, а Само радуется за Мэйбл. Способность — Торнадо. |                 | |                  |                 |                      |                       |
| 63 | 63              | Сильнейшие морозы в декабре! Что-то, чтобы чихнуть (4Kids) «Сивасу но Кадзэ ва Цураидзой!» (師走のカゼはつらいぞい!)                            | Хироси Кимура    | Тинатцу Ходзё   | 28 декабря 2002 года | 28 декабря 2004 года  |
| Жители Кэппи Города заболевают простудой. Увидев "болеющего" Кирби, Дидиди решает заболеть и наконец это у него получается, поглотив вирус, купленный компанией у болеющего продавца. Но потом Дидиди совсем не нравится идея болеть и он похищает Кирби - единственного, кто может помочь ему. Он уменьшает героя и погружает его в свой организм. Кирби начинает поглощать вирусы, но Дидиди чихает и выплёвывает его. Жители выздоравливают, а король продолжает болеть. Способность — Мини (дебют). |                 | |                  |                 |                      |                       |
| 64 | 64              | Новый Год! Телеигра Кирби Телеигра Кирби (4Kids) «Синсюн! Ка:би: Куидзу Сё:» (新春! カービィ・クイズショー)                                     | Таро Ивасаки     | Содзи Ёсикава   | 4 января 2003 года   | 6 марта 2004 года     |
| На канале DDD стартует новогодняя телеигра, в которой жители отвечают на вопросы, связанные с событиями в аниме. Идя на обман (спутав ответы участников), Дидиди и Эскаргун выигрывают главный приз, которым на самом деле является полёт на пушечном ядре. Способность — Отсутствует. |                 | |                  |                 |                      |                       |
| 65 | 65              | Сбежавший Накл Джо Пресс 2.0 (4Kids) «Нигэтэкита Наккуру Дзё:» (逃げてきたナックルジョー)                                                       | Масаюки Оцеки    | Рима Нозоэ      | 11 января 2003 года  | 13 марта 2004 года    |
| Накл Джо в сражении с усовершенствованным Прессом получает травмы и телепортируется в замок Дидиди. За ним начинают ухаживать дети, в это время Наклу Джо снится кошмар, в котором погибают Кирби и отец Джо. Попытки Накла Джо убежать пресекаются Кирби. Эскаргун отбирает у Таффа медальон Джо, в котором находит карту памяти. Накл Джо рассказывает Тифф о возвращении Пресса и несмотря на предупреждения Мета Рыцаря идёт на битву с ним. Дидиди и Эскаргун отмечают высокую важность похищенной карты. Пресс телепортируется в Страну Снов и с ним безуспешно сражаются Накл Джо и команда Мета Рыцаря. С помощью Тифф Кирби на Основной Звезде спасает Джо, но по невнимательности врезается в скалу. Эскаргун конструирует браслет, увеличивающий силу обладателя в связке с драгоценным камнем. Браслет с камнем похищают Тафф, Фололо и Фалала и передают его Накл Джо. Поглотив его снаряд Кирби превращается в бойца, а Джо вооружается браслетом с кристаллами но идея не увенчается успехом. Вооружившись уже медальоном своего отца со вшитой картой памяти при поддержке Кирби Накл Джо уничтожает монстра. Медальон исчезает, а дети празднуют успех. Способность — Боец.                                                                                               |                 | |                  |                 |                      |                       |
| 66 | 66              | Бродячие Пенги Охлаждающий фактор (4Kids) «Самаёэру Пэнги:» (さまよえるペンギー)                                                                | Акира Мано       | Марико Кунисава | 18 января 2003 года  | 20 марта 2004 года    |
| В Кэппи Городе внезапно нагрянула зима. Во время отдыха Кирби сталкивается со странствующими пингвинообразными существами, Пенги. Пингвины начинают мешать жителям. Дети и Кирби решают исследовать пещеру, в которой герой находит тайный проход, приводящий их к Пенги. Лидер объясняет, что их прошлый дом был разрушен и они ищут новый. Заморозив жителей он сажает их в тюрьму. Дети и Кирби идут на хитрость. Притворившись, что им нужно в туалет они переодеваются в пингвинов и находят в этом наряде Мета Рыцаря. Команда воссоединяется с Дидиди и Эскаргуном, выполнявшим тяжёлую работу и находит лидера Пенги. Между ним и Ледяным Кирби следует долгая битва. Предприятие Кошмара выдаёт Волканон, мощный химикат. Кирби получает его через Эскаргуна и Тифф и на Основной Звезде долетает до вулкана, выливая в жерло жидкость. Извержение вулкана провоцирует таяние снегов и Пенги решают найти новое место. Дидиди и Эскаргун отдыхают под кондиционером, который разрушают дети. Тифф мотивирует этот поступок необходимостью беречь энергию. Способность — Лёд. |                 | |                  |                 |                      |                       |
| 67 | 67              | Учитель-демон 2 Школьное мошенничество (4Kids) «Ма:дзю: Кё:си 2» (魔獣教師2)                                                                    | Хироюки Ёкояма   | Содзи Ёсикава   | 25 января 2003 года  | 27 марта 2004 года    |
| Дидиди вспоминает неудачную попытку обучения жителей в школе и решает сделать Тифф учителем но также нанимает панков. В школе панки издеваются над Тифф и учениками и на телевидении события, произошедшие в школе трактуют с позиции виновности Тифф. Кэппийка берёт уроки по физподготовке у Мета Рыцаря. В школе Тифф нейтрализует панков. Это совершенно её не радует, так как кэппийка не привыкла решать проблемы силой. Панки воссоединяются в монстра МТ2, которого побеждает превратившийся в бойца Кирби. Герой в очередной раз разрушает школу. Во время обучения учеников Тифф они засыпают. Способность — Боец. |                 | |                  |                 |                      |                       |
| 68 | 68              | Нокаут! Время доставки Дилемма доставки (4Kids) «Катинукэ! Дэрибари: Дзидай» (勝ち抜け! デリバリー時代)                                         | Ёсихиса Мацумото | Тинатцу Ходзё   | 1 февраля 2003 года  | 3 апреля 2004 года    |
| E Шеф повара Кавасаки нет клиентов и Тифф предлагает ему готовить еду на заказ, которую будут развозить курьеры. Идея воодушевляет повара и приносит ему успех. Дидиди хочет есть и заказывает еду, но к несчастью доставку заказа доверяют Кирби, который любит поесть. Тифф просит Кирби не есть заказ и доставить его королю. С огромным трудом Кирби удаётся подавить желание поесть, но он не может доставить еду. Дидиди решает заказать монстра-курьера, который привозит ему и Эскаргуну заказ, а потом помогает Кавасаки с доставкой, но перебарщивает и передаёт жителям слишком много блюд. Убитая горем Тифф решает проведать Кирби и радуется тому факту, что Кирби не съел заказ, подбодрив его. На героя нападает монстр-курьер. Вооружившись ускорителем Кирби убивает монстра и наконец передаёт заказ Дидиди, но королю уже не хочется есть и он предлагает Кирби съесть заказ, что герой с удовольствием делает. Способность — Ускоритель (дебют). |                 | |                  |                 |                      |                       |
| 69 | 69              | Эко-тур в леса Виспи Кошелёк или путешествие (4Kids) «Висури: но Мори но Эко Цуа:» (ウィスピーの森のエコツアー)                                 | Хироси Харада    | Нобуаки Ямагути | 9 февраля 2003 года  | 10 апреля 2004 года   |
| Тифф осуждает Таффа и Кавасаки за выбрасывание мусора в неположенном месте - в лесу. Виспи благодарит детей и Кирби, высаживавшим цветы за бережное отношению к лесам. Дидиди и Эскаргун решают провести для жителей тест на выживание. Попытки выбросить мусор в лесах и попытки нанесения увечий пресекаются Тифф. Жители прогуливают по лесу. После трапезы они убирают мусор, но ужасу Тифф и Таффа решают разжечь костёр, срубая леса. Дидиди и Эскаргун поджигают лес. Кирби, превратившись в торнадо разгоняет воду, вызывая сильный ливень, который тушит пожар, а Дидиди и Эскаргуна заставляют высаживать новые деревья. Способность — Торнадо. |                 | |                  |                 |                      |                       |
| 70 | 70              | Легенда лорда Токкори Птичий пират (4Kids) «Токкири-кё: но Дэнсэцу» (トッコリ卿の伝説)                                                          | Тамэо Коханава   | Тинатцу Ходзё   | 15 февраля 2003 года | 17 апреля 2004 года   |
| Жители Кэппи Города решают наказать Токкори за плохое поведение. В исторической книге профессор Кюрио находит изображение птицы-пирата, очень похожей на Токкори. Кюрио и Тифф находят его. Профессор предполагает, что птица-пират - предок Токкори, но тот ему не верит. Дидиди вспоминает, что у предка Токкори есть сундук с деньгами и Токкори на правах наследника имеет право на её часть, но птице этого не нужно. Всё что ему нужно - забота жителей о нём. Жители решают забрать сокровище Токкори. Из слов Кабу жители узнают, что сокровище находится в пещере. Этим пользуются король и Эскаргун, приказывая Токкори найти ключи. Птица находит ключи и свиток, изображение на котором шокирует Токкори, так как на нём изображён его предок. Дидиди и Эскаргун находят сундук с золотом, но их останавливают жители. На Кирби нападает Крот. При попытке сбежать король и Эскаргун теряют сокровища и подвергаются нападению акулы. Тифф бросает зеркало, лежащее в сундуке Кирби, превращая его в зеркало, с помощью копий себя он побеждает Крота. В сундуке Токкори находит отредактированную Тифф картину, в которой птица полностью похожа на Токкори. Профессор Кюрио передаёт птице свиток. Способность — Зеркало.                                                    |                 | |                  |                 |                      |                       |
| 71 | 71              | Приклеенный! Наблюдение за китами Китовая сказка (4Kids) «Митиаку! Хоэ:ру Воттингу» (密着! ホエール・ウォッチング)                              | Таро Ивасаки     | Сатоси Юми      | 22 февраля 2003 года | 24 апреля 2004 года   |
| К берегу Кэппи Города подплыл малый кит, которым заинтересовались жители. Король Дидиди организует круиз по наблюдениям за китами, но на самом деле он хочет поймать их. Идея проваливается и животное проглатывает экипаж. Жители замечают, что внутри кита мусор, который ему мешает и решают убрать его. Дидиди подчиняет себе кита и хочет убить Кирби, но безуспешно. Остров, который заметил экипаж на самом деле - спина огромного кита. Животное сдувает Дидиди и Эскаргуна и воссоединяется с малым китом. Способность — Отсутствует. |                 | |                  |                 |                      |                       |
| 72 | 72              | Продаются Уодл Ди Уодлы во время работы (4Kids) «Вадори Ди Уримасу» (ワドルディ売ります)                                                        | Масаюки Оцеки    | Рима Нозоэ      | 1 марта 2003 года    | 18 сентября 2004 года |
| Чтобы заплатить Клиентскому Сервису, который не разрешает покупать монстров долги, король Дидиди решает продать всех Уоддл Ди. Жители покупают Уоддл Ди, которые выполняют за них всю работу. Токкори сообщает об этом Тифф. Кэппийке идея не нравится, так как по её мнению Дидиди продаёт Уоддл Ди в рабство. Король хочет забрать деньги, но не обнаруживает их, так как они идут на погашение долга. Эскаргун заманивает Кирби пирогом и Дидиди ловит его, решая продать как Уоддл Ди. Тифф и Тафф безуспешно пытаются найти Кирби. Дидиди обнаруживает, что проданы все Уоддл Ди и его покидают Уоддл Ду и Эскаргун. Замок заброшен. На поиски Кирби отправляется команда Мета Рыцаря. Дидиди пытается заработать деньги, продавая ручки жителям, но они отказывают ему в помощи. Голодный король хочет съесть птенца Дайны Блэйд, чем навлекает гнев птицы. Уоддл Ду призывает на помощь отряд Уоддл Ди, но Дайна Блэйд сдувает их. Заметив Кирби, Тифф помогает ему спасти птенца. Дидиди подвешивают над пропастью Уоддл Ди, а птенец воссоединяется с Дайной. Не дождавшись от Уоддл Ди чая, Король Дидиди решает заказать его сам в автомате. Способность — Отсутствует. |                 | |                  |                 |                      |                       |
| 73 | 73              | Поверни! Суши на конвейерной ленте Нечестная сделка Дидиди (4Kids) «Маварэ! Каитэндзуси» (まわれ! 回転寿司)                                     | Аканэ Иноуэ      | Содзи Ёсикава   | 8 марта 2003 года    | 25 сентября 2004 года |
| Дидиди и Эскаргун, заказывая монстра с удивлением замечают продавца, поедающего суши. Он решает переоборудовать ресторан Кавасаки в суши бар, в котором робот под контролем шеф повара готовит кэппийцам суши. Жителям еда нравится. Из заработанных денег Кавасаки получает лишь мизерную часть, остальное забирает Дидиди. Повар обещает работать до того момента, пока ресторан не отойдёт ему. Дидиди решает провести через весь город транспортёрную ленту, по которой жителям доставляют суши, но кэппийцам уже не хочется есть. Еду, уже изрядно испорченную уплетает Кирби. Тифф и Тафф подслушивают Дидиди, обещающего выслать монстра и спешат на помощь Кирби. Герой съедает картофельное суши и начинает икать. Пытаясь съесть кальмарный суши, Кирби икает на него и превращает суши в монстра Скуиси и не может ему противостоять из-за икоты. Тифф пугает Кирби словами: "Если ты не перестанешь икать, ты больше ничего не сможешь съесть", излечивая у него икоту. Превратившись в искру, Кирби превращает монстра в дождь из кальмаров. Кавасаки предлагает королю и Эскаргуну использовать кальмаров в качестве элемента для суши, а Кирби начинает их уплетать. Способность — Искра (дебют).                                                                           |                 | |                  |                 |                      |                       |
| 74 | 74              | Реванш Мосугабы! Гусеничный триллер (4Kids) «Мосугаба: но Гякусу:!» (モスガバーの逆襲!)                                                         | Хироюки Ёкояма   | Содзи Ёсикава   | 15 марта 2003 года   | 2 октября 2004 года   |
| Сёстры Острова управляют огромной гусеницей, поедающей дерево. Неожиданно их похищает таинственная рука. Жители города по из мнению заболевают, но на самом деле у них аллергия на пыльцу. Не подвержены этой напасти лишь Дидиди и Кирби. Дидиди решает избавиться от героя, вызывая Сестёр Острова, пением вызывающих гусеницу. Она закутывает Кирби в кокон, а придя в замок, закутывается в кокон сама. Из кокона, несмотря на попытки Дидиди сжечь его выходит огромная бабочка и начинает распространять пыльцу. Вдохнув её Кирби начинает чихать, этой же напасти подвергается и Король Дидиди. Эскаргун передаёт Тифф ключ от клетки. Выпущенные Сёстры Острова успокаивают бабочку и прощаясь с жителями улетают из города. Способность — Отсутствует. |                 | |                  |                 |                      |                       |
| 75 | 75              | Райская мечта динозавра! (Часть 1) Допотопные дураки (Часть 1) (4Kids) «Юмэ но Кё:рю: Тэнгоку! (Дзэмпэн)» (夢の恐竜天国! (前編))                | Ёсихиса Мацумото | Марико Кунисава | 22 марта 2003 года   | 9 октября 2004 года   |
| Тифф рассказывает детям о динозаврах. Токкори по невнимательности врезается в дерево и Кирби, вытащив его рушит кладку, обнаруживая часть скелета динозавра. В рамках раскопок жители находят новые части. Дидиди удивлён находкой и находит скелет ещё одного динозавра. Он пытается доказать их существование, но жители ему не верят. На утро жители замечают следы, якобы принадлежащие динозаврам, но на деле сделанные бетонным слепком. Предприятие Кошмара высылает Доктора Моро. В своей лаборатории Моро объясняет, что с помощью изменения ДНК может превратить кого угодно в динозавра. Ночью команда замечает, что яйца похитили. Дидиди решает провести экскурсию. Во время поездки на катамаране жители замечают Дизавра - воплощение Дидиди в динозавре. Способность — Отсутствует. |                 | |                  |                 |                      |                       |
| 76 | 76              | Райская мечта динозавра! (Часть 2) Допотопные дураки (Часть 2) (4Kids) «Юмэ но Кё:рю: Тэнгоку! (Кё:хэн)» (夢の恐竜天国! (後編))                 | Хироси Харада    | Марико Кунисава | 29 марта 2003 года   | 16 октября 2004 года  |
| Убежав от Дизавра, Король Дидиди рассказывает, что доктор взял у них ДНК, из которых и вышли монстры. Группа пытается спастись от динозавров, по характеру похожих на жителей. Тифф и Тафф решают найти Моро. Учёный тем временем заманивает Кирби арбузом и берёт у него ДНК, попутно рассказав Дидиди и Эскаргуну о выращивании динозавров. Жителей окружают динозавры во главе с Кирбизавром - воплощением Кирби в динозавре. Кирбизавр превращается в Огненного Кирбизавра и мешает Кирби. Дидиди бросает Кирбизавру огромный снаряд, но его перехватывает Кирби, превращаясь во Взрывного Кирби. С помощью силы взрыва он убивает монстров и Моро. Способность — Взрыв (дебют). |                 | |                  |                 |                      |                       |

## Сезон 4 (2003)
| № серии (оригинал) | № серии (4Kids) | Название | Режиссёр         | Сценарист                     | Премьера в Японии     | Премьера в США       |
| --- | --------------- | --- | ---------------- | ----------------------------- | --------------------- | -------------------- |
| 77 | 77              | Королевская Акадидидемия Часть монстра Дидиди (4Kids) «Роияру АкаДэдэдэми:» (ロイヤルアカデデデミー)                                              | Тамэо Коханава   | Содзи Ёсикава                 | 5 апреля 2003 года    | 23 октября 2004 года |
| Тифф учит детей рисованию. Заметив это, Дидиди уничтожает картины. Дидиди обвиняет жителей в терроризме и решает построить Королевскую Академию Искусств. В качестве наследия - испорченные вариации реально существующих картин и статуй. Тифф приходит в восторг и хочет, чтобы всё это увидели жители к неудовольствию Дидиди. Дидиди показывает картину, им нарисованную. Кирби это приводит в ярость, жители над низким качеством картины смеются. Дидиди направляет в академию Художника на Роликах, который портит картины и начинает проявлять с помощью краски оружие, намеренное устранить Кирби. Вдохнув кисть художника, Кирби вооружается краской и проявив ракету убивает его и разрушает академия, раскрашивая город. Способность — Краска (дебют). |                 | |                  |                               |                       |                      |
| 78 | 78              | Запуск! Робо-Эскаргон Правая рука робота (4Kids) «Хассин! Эсукаругон Робо» (発進! エスカルゴン・ロボ)                                             | Таро Ивасаки     | Тинатцу Ходзё                 | 19 апреля 2003 года   | 30 октября 2004 года |
| Устав от угнетения Короля Дидиди, Эскаргун создаёт Эскар-Дроида, выполняющего приказы короля. Дидиди приказывает устранить Кирби, но робот падает с балкона и разрушается. Эскаргун просит Тифф помочь ему в починке. У Эскар-Дроида возникает сбой в программе и Эскаргун пытается выполнять работу за него, но безуспешно. Он маскирует себя под робота и пытается устранить Кирби, но героя спасает Мета Рыцарь. Эскаргун просит помощи у Предприятия Кошмара. Продавец высылает Эскаргуну сердце, проявляющее у робота эмоции. Зелёная кнопка превращает робота в рыцаря. Продавец просит не нажимать красную кнопку, но любопытство Дидиди берёт верх и он превращает Эскар-Дроида в истребитель, начинающий уничтожать город. Его цель - Кирби. Герой при помощи Тифф вооружается бомбами и уничтожает робота. Тифф осуждает Дидиди за бессердечность. Усталые Кирби и Эскаргун засыпают. Способность — Бомба. |                 | |                  |                               |                       |                      |
| 79 | 79              | Появление Чокнутого! Бегущий Чокнутый (4Kids) «Банка:су Аравару!» (ボンカースあらわる!)                                                           | Акира Мано       | Тинатцу Ходзё                 | 26 апреля 2003 года   | 6 ноября 2004 года   |
| В Кэппи Город прибывает Чокнутый - вооружённый молотом гигант, который ищет Кирби. Он находит его за рыбачащим за рекой. Чокнутый рассказывает, что является другом и поклонником Кирби. Он защищает его от Короля Дидиди и Эскаргуна. Король решает зомбировать Чокнутого, превращая его в монстра. Монстр похищает Тифф и взбирается на вершину замка. Тифф помогает Кирби, вызывая Основную Звезду и заставляя Чокнутого выронить молот, укусив его за руку. Кирби вооружается молотом и атакует Чокнутого, который вспоминает своё прошлое. Чокнутый падает с вершины на землю, возвращаясь в первоначальное состояние и поблагодарив жителей, уходит. Способность — Молот. |                 | |                  |                               |                       |                      |
| 80 | 80              | Прочный! Пейте «рапсодию» Властная уловка (4Kids) «Кё:со:! Доринку Кё:со:кёку» (強壮! ドリンク狂想曲)                                             | Масаюки Оцеки    | Юриэ Томонага                 | 3 мая 2003 года       | 13 ноября 2004 года  |
| Король Дидиди заказывает напитки - антидепрессанты и начинает продавать их жителям Кэппи Города. Напитки увеличивают силу кэппийцев. Профессор Кюрио отмечает, что напиток очень опасен. Кирби съедает блюдо, с добавленным в него напитком и сходит с ума, превращаясь в камень и устраивая хаос в городе. Тифф и Тафф находят Кирби спящим в лесу. Рекламируя товар, Дидиди близок к тому, чтобы заснуть, равно как и все жители. Эскаргун заказывает напитки, которые по мнению жителей должны придавать им силы, но на деле они засыпают. Красная Гадюка, высланная Предприятием Кошмара атакует Кирби. Герою помогают Тифф и Кавасаки, бросающий Кирби блюдо с добавленным напитком, увеличивающим силу и герой летит в космос, где сжигает Гадюку заживо. Способность — Отсутствует. |                 | |                  |                               |                       |                      |
| 81 | 81              | Поразительно! Женщина, которая не убирает Мусорная сказка (4Kids) «Доки! Катадзукэрарэнай Онна» (ドキッ! かたづけられない女)                      | Хироюки Ёкояма   | Марико Кунисава               | 10 мая 2003 года      | 20 ноября 2004 года  |
| Мусор, заполонивший замок Дидиди король решает отправить в Предприятие Кошмара. Неся детям еду, Леди Лайк обнаруживает комнату, в которой играют Тафф и Кирби в беспорядке и требует убрать её, но Тафф с Кирби убегают. Мяч, которым играли дети рикошетит от Кирби и опрокидывает чернила на документы доктора Ябуи, в больнице которого также большой свинарник. Дети обнаруживают беспорядки у многих жителей, но у мисс Букем комната убрана. Играя в футбол Тафф случайно бьёт по Кирби отравив его через окно в дом Букема, где обнаруживает огромную свалку. Тифф приходит к выводу, что свалка разрослась из-за нежелания миссис Букем убираться и это может стать причиной появления крыс. Тафф вспоминает момент, когда у семьи Букемов всё было чисто, на что Тифф отмечает, что дело было на улице и никто не знал о состоянии их дома. Прямо посреди мусора Букемы решают поесть, их трапезу портит Кирби. Между Букемами возникает ссора. На телевидении Дидиди и Эскаргун осуждают мисс Букем. Тем временем город терроризирует Мусорный Убийца, месть Предприятия Кошмара за присланный ей мусор. Его побеждает мусорщик Кирби, который очищает мусор. Король Дидиди убирает замок, а Кирби предлагает Таффу убрать свою комнату. Способность — Чистильщик. |                 | |                  |                               |                       |                      |
| 82 | 82              | Комбайновый монстр-варщик Зет! Неприятности с готовкой (4Kids) «Гаттай Робо Рё:ринга: Дзэтто!» (合体ロボリョウリガーZ!)                           | Ёсихиса Мацумото | Рима Нозоэ                    | 17 мая 2003 года      | 27 ноября 2004 года  |
| Леди Лайк сообщает детям, что придёт поздно и просит их что-нибудь себе приготовить. На помощь приходит Сэр Эбрум, готовящий очень вкусное мясо. Женщины в городе восторгаются кулинарными навыками Эбрума, мужчины хотят взять у него уроки по приготовлению еды. Уроки Кавасаки и кулинарная книга их не воодушевляют. На телевидении Король Дидиди и Эскаргун представляют ЛомтеКостную машину - помощника в приготовлении еды и организуют кулинарный конкурс. Мужчины участвуют в нём, женщины выступают в роли жюри, но Тифф объясняет, что готовить еду нужно с проявлением заботы. Кирби приносит элемент на конкурс и Дидиди собирает машины в монстра. открывает кулинарную школу для кэппийцев-мужчин и просит их купить инструментов, чтобы создать монстра по имени ЛомтеКостный, который одновременно кормит и атакует Кирби. Мета Рыцарь атакует монстра, заставляя его излучать ток, который вдыхает Кирби и превратившись в искру побеждает монстра. На тарелке, словно еда лежат прожаренные Дидиди и Эскаргун Способность — Искра. |                 | |                  |                               |                       |                      |
| 83 | 83              | Учитель-демон 3 Учительская угроза (4Kids) «Ма:дзю: Кё:си 3» (魔獣教師3)                                                                          | Хироси Харада    | Содзи Ёсикава                 | 24 мая 2003 года      | 4 декабря 2004 года  |
| Не оставляя попыток дать жителям образование, Дидиди строит школу. Новым учителем становится мистер Чип. Среди учеников неожиданно оказываются Эскаргун и Дидиди, они издеваются над Кирби. Дидиди демонстрирует вопиющее незнание предметов и издеваются сначала над Хани, знавшей правильный ответ, а потом над Тифф, избившей Эскаргуна, издевавшегося над Кирби. На следующем уроке Дидиди мешает учителю и бросает в него фонарик, что приводит в ярость Тифф и Таффа, начинающих избивать Дидиди и Эскаргуна. Чип попадает в больницу, а в классе идёт сражение едой. На следующем уроке учитель выдаёт учебные бланки. Чип рапортует о полном успехе всех учеников, но из бланков видно, что Дидиди и Кирби провалили тест. Тифф восторгается Чипом и хочет взять с него пример, но Мета Рыцарь предупреждает её о возможной опасности. Чип признаётся, что работает учителем по контракту Предприятия Кошмара. Дидиди натравливает на Кирби монстра Нэккецу, которого тот, вооружённый мечом побеждает. Чип вынужден покинуть город. Способность — Меч. |                 | |                  |                               |                       |                      |
| 84 | 84              | Секретное сокровище мистера Кюрио? Безумие Мамби (4Kids) «Кюрио-си но Хихо:?» (キュリオ氏の秘宝?)                                                 | Таро Ивасаки     | Юриэ Томонага                 | 31 мая 2003 года      | 11 декабря 2004 года |
| Токкори будит Кирби, обеспокоившись идущим издалека Кирби. Они замечают Кюрио, выкопавшего таинственный саркофаг и приказывая им уйти. Одержимый профессор создаёт мумиеподобного монстра, начинающего ночью пугать жителей, а позже атакует Кирби. Он готовится убить его, но рассвет заставляет его спастись бегством. Кабу предупреждает об опасности, исходящей от монстра. Тафф передаёт Тифф и Токкори, ухаживающим за Кирби отобранную у Кюрио книгу, в которой говорится что монстр по имени Мамби (тот который атаковал Кирби) приносит удачу и богатство. Об этой ошибке дети сообщают Кюрио, их догадки подтверждает Мета Рыцарь, отмечающий что книга - подделка написанная Королём Дидиди, а Мамби постоянно терроризировали звёздных воинов. Кирби безуспешно поглощает Мамби. Несмотря на предупреждения Эскаргуна Дидиди бросает бомбу, невольно помогая Кирби. С помощью Тифф герой забрасывает Мамби бомбами, но безуспешно. Тогда он позволяет себя атаковать и летит к солнцу, где сжигает Мамби заживо. Профессор Кюрио осознаёт ошибку. Способность — Бомба. |                 | |                  |                               |                       |                      |
| 85 | 85              | Таинственные ультрафиолетовые лучи! Солнциональный сюрприз / Солнциональная головоломка (4Kids) «Мабороси но Сигаисэн!» (まぼろしの紫外線!)       | Масаюки Оцеки    | Содзи Ёсикава                 | 7 июня 2003 года      | 18 декабря 2004 года |
| Семья и Кирби вспоминают молодость родителей. Тифф отмечает, что у Леди Лайк появились морщины, что приводит её в панику. Король Дидиди получает солнечные ожоги, это пугает продавца Предприятия Кошмара. На телевидении сообщается о вреде слишком долгого лежания под солнечными лучами и предлагается купить солнцезащитный крем. Тифф предлагает не верить слепо рекламе. В их комнату устанавливают кондиционер. Параноидальность Леди Лайк по поводу солнца мучает семью. На телевидении рекомендуют зашторивать окна, дабы не получить солнечный ожог, совету следуют все жители. Тифф отмечает слишком высокую температуру. Её догадки подтверждаются солнечными ожогами, которые получают дети и Кирби. Жители меняют свой распорядок дня и решают спать днём. Мета Рыцарь отмечает, что возможная причина опасностей на небе. Команда конструирует воздушный шар и отправляется на расследование. Продавец Предприятия Кошмара рассказывает Дидиди и Эскаргуну о важности озонового слоя для жизни планеты и невозможности его восстановить. Жители замечают, что им подсунули кондиционеры, разрушающие озоновый слой. С воздушного шара команда замечает озоновую дыру из которого вырывается монстр. Кирби не может победить монстра и Леди Лайк требует Дидиди помочь Кирби. Король бросает герою ядро и бомбами Кирби уничтожает монстра и возвращает нормальную погоду. Способность — Ускоритель, Бомба. |                 | |                  |                               |                       |                      |
| 86 | 86              | Обмен мнениями с учеником! Повар Нагоя Кулинарный вызов (4Kids) «Дэси Таикэцу! Кокку Нагоя» (弟子対決! コックナゴヤ)                              | Тамэо Коханава   | Тинатцу Ходзё                 | 14 июня 2003 года     | 28 мая 2005 года     |
| Бывший одноклассник Кавасаки, шеф-повар Нагоя приходит к нему в гости, но узнаёт, что у него не самые лучшие блюда. Но взяв себя в руки, с помощью Тифф Кавасаки всё таки готовит хорошее блюдо. Блюдо Нагои так же нравится жителям, но больше, чем блюдо Кавасаки. Позже Король Дидиди проводит конкурс между Нагоей и Кавасаки, где победитель получит под свой контроль ресторан. Эскаргун идёт на обман, подсыпая в блюда Кавасаки острые специи. Обман раскрывает Нагоя, и Дидиди натравливает монстра Эбифльера, которого побеждает повар Кирби. Нагоя покидает город и оставляет ресторан за Кавасаки. Способность — Повар. |                 | |                  |                               |                       |                      |
| 87 | 87              | Атака! Эгоистичная армия ворон Бизнес на отходах (4Kids) «Сю:гэки! Карасу но Каттэ Гундан» (襲撃! カラスの勝手軍団)                               | Хироюки Ёкояма   | Марико Кунисава               | 21 июня 2003 года     | 4 июня 2005 года     |
| Король Дидиди и Эскаргун сбрасывают мусор в реку, но этот поступок резко осуждают жители, требуя забрать его. Мусор оказывается в саду Дидиди. Им питаются нанятые королём вороны. Они раздражаются тем, что голодны, а мусора нет. Птицы начинают поедать еду жителей, но их прогоняют. Лидер ворон Воромон выпивает стимулятор, превращаясь в злую форму и подчиняет птиц, заставляя их нападать на жителей. Тифф и Тафф просят помощи у Дайны Блэйд, но птица решается помочь только после того как Воромон похищает её ребёнка. Кирби поглощает перо и превращается в Крылатого Кирби. Совместно с Дайном он уничтожает окружение Воромона и возвращает его и остальных птиц в нормальное состояние Способность — Крылья (дебют). |                 | |                  |                               |                       |                      |
| 88 | 88              | Нагота Эскаргона Контуженный (4Kids) «Хадака но Эсукаругон» (はだかのエスカルゴン)                                                                | Акира Мано       | Тинатцу Ходзё                 | 28 июня 2003 года     | 11 июня 2005 года    |
| Тифф рассказывает жителям о ракушках, собранных на берегу реки. Поедая моллюсков, Король Дидиди хочет знать, что под панцирем у Эскаргуна и начинает за ним гнаться, нанося удары по его раковине которая начинает у него трещать. Эскаргун просит помощи у детей и направляется к врачу, который не может ему помочь. Дидиди раскалывает раковину, но её удерживают дети и Кирби. Эскаргун просит детей и Кирби найти ему временную раковину во время починки текущей и только Кирби находит правильную раковину. Дидиди, думая что нашёл еду начинает заживо жарить Эскаргуна. На помощь приходит Кирби, отталкивая дыханием раковину. Продавец предлагает Эскаргуну новую ударостойкую раковину, но при ударе молотом Дидиди Эскаргун превращается в монстра Маймагуна. Кирби вооружённый молотом, обезвреживает монстра. Эскаргун наконец получает восстановленную раковину. Способность — Молот. |                 | |                  |                               |                       |                      |
| 89 | 89              | Компьютерное Аниме! Звезда Фуму-тян Из аниме (4Kids) «Ота:нимэ! Хоси но Фу:му-тян» (オタアニメ! 星のフームたん)                                   | Ёсихиса Мацумото | Марико Кунисава Содзи Ёсикава | 5 июля 2003 года      | 18 июня 2005 года    |
| Король Дидиди заказывает у Предприятия Кошмара группу аниматоров - отакингов. Им поручается сделать аниме про Дидиди - героя, но Отакинги восхищаются Тифф и хотят снять аниме про неё, что не радует короля. Тифф, вместе с жителями узнаёт, что за ней следят и собирают о ней информацию, необходимую для аниме. Тифф предлагает жителям представить иные идеи для мультсериала. Тем временем Дидиди решает поторопить Отакингов, об этом факте детям сообщает Мета Рыцарь. Предприятие Кошмара высылает аниматора Диса Уолни, он рассказывает детям о технологии передачи движения и выстраивает всё так, что Дидиди начинает бить Кирби. Попытки Тифф помешать ему проваливаются, аниматор превращается в монстра Анигэ. Элементы, надетые на Кирби выпадают, и вдохнув их, Кирби превращается в искру, побеждая монстра. Аниме представленное Отакингами показывает Тифф в роли сексапильной красотки. Команду это шокирует, а Тифф начинает гнаться за Отакингами, вооружённая молотом. Способность — Искра. |                 | |                  |                               |                       |                      |
| 90 | 90              | Взрывной заезд! Трасса Дидиди (Часть 1) Рождённый быть мягким (Часть 1) (4Kids) «Бакусо:! Дэдэдэ Рэ:су (Дзэмпэн)» (爆走! デデデス・レース (前編)) | Хироси Харада    | Рима Нозоэ                    | 12 июля 2003 года     | 25 июня 2005 года    |
| В город Кэппи приезжает банда байкеров во главе с таинственным гонщиком под названием Степной Волк. Дидиди предлагает им поймать Кирби. Гонщики устраивают в городе хаос и жители решают бросить им вызов, сконструировав машины. Дидиди решает организовать при финансовой поддержке гонки, в которых участвует банда байкеров и жители Кэппи Города. Способность — Отсутствует. |                 | |                  |                               |                       |                      |
| 91 | 91              | Взрывной заезд! Трасса Дидиди (Часть 2) Рождённый быть мягким (Часть 2) (4Kids) «Бакусо:! Дэдэдэ Рэ:су (Кё:хэн)» (爆走! デデデス・レース (後編))  | Таро Ивасаки     | Рима Нозоэ                    | 19 июля 2003 года     | 2 июля 2005 года     |
| Начинается гонка, в которой байкеры постепенно выбивают с соревнований жителей и пытаются помешать Кирби. Дети тем временем находят автозаправщика Гаса в тюрьме. Ему помогает освободиться Мета Рыцарь, разрубающий решётку и дети просят его отправится на гонку, но Гас не решается. Он рассказывает, что состоял в команде байкеров и никому, даже лидеру по имени Степной Волк не под силу было их остановить. После гонки Степной Волк рассказал ему, что для байкера самым ценным является свобода, после этого Гас больше не видел этого гонщика. Дети и почтальон Мелман всё таки уговаривают Гаса отправится на гонку. Гас вступает в гонку, его пытается выбить лидер байкеров Фэнг, но также в гонку вступает Степной Волк, помогающий Гасу и выбивающий из игры Фэнга. Лидер превращается в монстра-колесо Уилли. В битве с Кирби он погибает, здание разрушается. Как оказалось Степным Волком всё это время был Мелман. Гас клянётся, что больше никогда не вернётся к гонкам. Способность — Колесо. |                 | |                  |                               |                       |                      |
| 92 | 92              | Великая кулинарная культурная революция Уодл Ди Поражённый голодом (4Kids) «Вадору Ди но Сокубунка Даикакумэй» (ワドルディの食文化大革命)         | Масаюки Оцеки    | Аи Ситаёси                    | 26 июля 2003 года     | 30 июля 2005 года    |
| Факт того, что Уоддл Ди на обед едят дорогую пищу приводит в ярость Эскаргуна, а позже и Дидиди, вынужденного перебиваться лапшой быстрого приготовления. Король не понимает, почему ему эта еда не доступна. Он и Эскаргун позднее заинтересовались, как едят Уоддл Ди и дали одному из них печение, которое он втянул в себя, хотя рта у него нет. Когда Король Дидиди узнаёт что пропитание всех Уоддл Ди стоит огромных денег, он предлагает жителям устроить конкурс на создание самого дешёвого меню для Уоддл Ди, обещая жителям вознаграждение, но варианты жителей его не устраивают. Кавасаки предлагает очень дешёвое низкопробное мясо и ультратонкие сэндвичи, чем приводит в восторг Дидиди и шокирует жителей и Кирби. Уоддл Ду сообщает о протестах Уоддл Ди, которых фактически не кормят (в отличие от хорошего пропитания Дидиди). Не успокаивает их и факт того, что "еда" бесплатная. Голодные Уоддл Ди устраивают революцию в поисках еды и обещают посадить Дидиди в тюрьму. Предприятие Кошмара высылает Жарклопа, который начинает кормить Уоддл Ди жирной пищей и требует напасть на Кирби. Между Жарклопом и уже Поваром Кирби идёт сражение, в котором Кирби побеждает. Радуются даже Дидиди и Эскаргун, считая еду Кирби более здоровой. Способность — Повар. |                 | |                  |                               |                       |                      |
| 93 | 93              | День признательности Кирби! Дипризнательный день (4Kids) «Ка:би: Канса но Хи!» (カービィ感謝の日!)                                                | Хироюки Ёкояма   | Юриэ Томонага                 | 3 августа 2003 года   | 6 августа 2005 года  |
| На день признательности мэру Блустергасу и его жене дарят розовую бабочку. На вопрос, почему Дидиди никто ничего не дарит на его день жители отвечают, что хотят его ухода из замка. Король пытается понять, кто его ценит. Подарок, принесённый Мелманом предназначается Эскаргуну и прислан ему мамой. Дидиди организует Дипринзательный день, в котором Дидиди предлагает жителям подарить ему что-нибудь, жителей эта дерзость шокирует. Дети решают дать королю подарок, надеясь на изменение характера. Кирби дарит королю подарок, которым оказывается съеденный им арбуз. В ярости Дидиди объявляет о замене дней признательности на день непризнания. Тот, на чьё здание повешен соответствующий флаг подвергается весь день унижениям. Кирби клюёт на ловушку Дидиди и Эскаргуна, съедая арбузы, начинённые взрывчаткой и сгорает до состояния барбекю. Тифф и жители решают отомстить Дидиди. Королю присылают письмо, в котором сообщается о смерти Кирби и похоронах в его честь. Дидиди и Эскаргун скорбят, король кладёт у могилы арбуз, который Кирби, к их шоку съедает. Дидиди радуется тому, что Кирби жив и предлагает подарок, но им оказывается монстр-клоун Чаки, присланный Предприятием Кошмара. Вооружённый зонтом, Кирби побеждает монстра. Дидиди приходит счёт за Чаки. Способность — Зонт.                                                                                                  |                 | |                  |                               |                       |                      |
| 94 | 96              | Убежавший монстр Фан-Фан Трусливое существо (4Kids) «Дассо: Мадзю: Фан-Фан» (脱走魔獣ファンファン)                                                | Тамэо Коханава   | Сатоси Юми                    | 9 августа 2003 года   | 28 октября 2006 года |
| Королю Дидиди снится кошмар, в котором его убивает слоноподобный монстр. Тем временем через портал выбегает тот самый монстр, о котором Дидиди говорил Эскаргуну. Слон с клоунской маске устраивает хаос в городе. Продавец рассказывает о том, что слона зовут Фан Фан, и его побег - результат сбоя в системе. Дидиди находит монстра и сбивает ему маску, под которой оказывается безобидный и трусливый слон. Он избивает слона, но на его защиту встаёт Кирби. Дети, Токкори и Кирби пытаются успокоить Фан Фана, но слон их боится. Кирби успокаивает Фан Фана, кормя его яблоками и обретает в слоне друга. Дидиди натравливает на Фан Фана монстра-клоуна Гибкача, который подчиняет слона себе. Под его управлением Фан Фан атакует Кирби. По совету Мета Рыцаря вдохнув шипастый шар и превратился в форму, ранее неизвестную детям и Мета Рыцарю. После того как Кирби вдохнул Гибкача и стал бросать его об дерево, Мета Рыцарь понял что с монстром сражается Бросковый Кирби. Герой побеждает монстра, выбрасывая в космос. Фан Фан уничтожает снарядом автомобиль Дидиди и прогуливается с Кирби по городу. Способность — Бросок (дебют). |                 | |                  |                               |                       |                      |
| 95 | 97              | Дьявольский Кирби! Дикая лягушка (4Kids) «Дэбиру Ка:би:» (デビル・カービィ!)                                                                      | Акира Мано       | Тинатцу Ходзё                 | 16 августа 2003 года  | 4 ноября 2006 года   |
| Во время отдыха Кирби становится одержим Дьявольской Лягушкой, которая заставляет его творить в Кэппи Городе беспорядки. Жители, в том числе и Тифф не могут поверить в то, что Кирби стал злым. Продавец сообщает Королю Дидиди и Эскаргуну о Дьявольской Лягушке, которую они ранее заказали, а также высылает огромную анаконду. Жители пытаются вытащить лягушку из тела Кирби. Пользуясь моментом, когда лягушка проявляется на голове у Кирби, Дидиди вытаскивает её и вселяет в себя. Одержимый король издевается над Кирби, но анаконда остужает его пыл. Монстр проглатывает Дидиди. При помощи Тифф Кирби вооружается огнём и сжигает анаконду огненным шаром. Мета Рыцарь сообщает о начале ближайшей большой битвы. Способность — Огонь. |                 | |                  |                               |                       |                      |
| 96 | 50              | Перелом деформированной звезды (Часть 1) Стиль воздушной езды (Часть 1) (4Kids) «Ва:пусута: но Кики! (Дзэмпэн)» (ワープスターの危機! (前編))      | Хироси Харада    | Содзи Ёсикава Марико Кунисава | 23 августа 2003 года  | 11 октября 2003 года |
| Осознав, что победить Кирби удастся, отобрав Основную Звезду, Король Дидиди похищает Тифф, пытаясь выведать её местоположение. Местоположение случайно выдаёт Тафф. Кэппи Город атакует огромный космический корабль и команда вынуждена бежать, прячась в подземелье Кабу. Предприятие Кошмара высылает четырёх всадников, призванных убить Кирби и герой решает сразится с ними на Основной Звезде, повреждённой в ходе боёв. Способность — Отсутствует. |                 | |                  |                               |                       |                      |
| 97 | 51              | Перелом деформированной звезды (Часть 2) Стиль воздушной езды (Часть 2) (4Kids) «Ва:пусута: но Кики! (Кё:хэн)» (ワープスターの危機! (後編))       | Ёсизиса Мацумото | Содзи Ёсикава Марико Кунисава | 30 августа 2003 года  | 18 октября 2003 года |
| Кирби устраняет всадников на машинах для езды с помощью управляемой монстрами дубинки, воды, железа и способности Топ (сражение снарядами, похожими на йо-йо). Корабль атакует Кабу и находящуюся в нём команду. Кирби отправляется внутрь корабля на восстановленной Основной Звезде и разрушает его с помощью собственного взрыва. Вернувшись к команде, Кирби с ужасом замечает, что звезда уменьшилась в размерах. Этот факт радует продавца и Кошмара. Способность — Батон, Вода, Железо, Топ (все - дебют), Взрыв. |                 | |                  |                               |                       |                      |
| 98 | 98              | Запуск! Броненосец «Алебарда» Падение Кэппи Города (4Kids) «Хассин! Сэнкан Харуба:до» (発進! 戦艦ハルバード)                                      | Таро Ивасаки     | Содзи Ёсикава                 | 13 сентября 2003 года | 25 ноября 2006 года  |
| Новый космический корабль уничтожает Кэппи Город. Жители пытаются повесить вину на Кирби, но дети убеждают их в обратном. Мета Рыцарь демонстрирует своё секретное орудие — броненосец «Алебарда» который часть жителей (в том числе и Дидиди с Эскаргуном) исследуют. Прибывший Кит Космос мотивирует другую часть жителей отправится на корабль, а Дидиди и Эскаргун безуспешно пытаются положить в корабль взрывчатку. Кирби подлетает к вражеским кораблям и Алебарда уничтожает их. Жители и животные смотрят вслед кораблю, который начинает путешествие в крепость Кошмара. Способность — Отсутствует. |                 | |                  |                               |                       |                      |
| 99 | 99              | Разрушения! Пугающе огромная крепость Боец Кирби (4Kids) «Гэкимэцу! Найтомэа Дайё:сай» (撃滅! ナイトメア大要塞)                                   | Хироюки Ёкояма   | Содзи Ёсикава                 | 20 сентября 2003 года | 2 декабря 2006 года  |
| Корабль Алебарда набирает скорость, в это время жители обустраиваются в своих комнатах. Во время тренировки, организованной Китом Космосом на команду нападает Тяжёлый Лобстер, параллельно он освобождает Короля Дидиди и Эскаргуна из заточения. Кирби сражается с монстром, превратившись в повара, но безуспешно. Лишь с помощью льда Кавасаки, вместе с помощью команды Мета Рыцаря ему удаётся победить монстра. К команде присоединяются звёздные воины во главе с Накл Джо и Сирикой. Алебарда пребывает в крепость Кошмара и сталкивается с ним собственной персоной. Способность — Повар, Лёд. |                 | |                  |                               |                       |                      |
| 100 | 100             | Лети! Звезда Кирби Кирби: Страх Финиша!!(4Kids) «Тобэ! Хоси но Ка:би:» (飛べ! 星のカービィ)                                                       | Масаюки Оцеки    | Содзи Ёсикава                 | 27 сентября 2003 года | 9 декабря 2006 года  |
| Алебарда начинает атаку, но Кошмар поглощает удары в себя. Корабль атакуют и Кирби решает ступить в бой с присланными Кошмаром всадниками, которых побеждает с помощью бомб (безуспешно) и огня (успешно). Зомбированные через телефон Дидиди и Эскаргун похищают Тифф и отдают Продавцу, который по росту на самом деле мал и похож на Кирби. Тифф похищает Кошмар, Кит Космос и Кавасаки намерены заложить в крепость взрывчатку. Кирби летит на помощь Тифф. Кавасаки приносит отвратительного качества капусту, которой Дидиди начинает насильно кормить продавца. Корабли уничтожают Алебарду, жители чудом сбегают. Кирби безуспешно атакует Кошмара огнём и засыпает. Кошмар погружает Кирби в его дурной сон, попутно забирая Тифф. Ужасы Кирби связаны с едой. Тифф бросает Кирби Основную Звезду и герой к ужасу Кошмара вооружается Звёздным Жезлом, которым убивает его. Герои возвращаются домой через телепорт, Крепость Кошмара разрушена. Радуясь победе, жители смотрят на панораму разрушенного города. Способность — Бомба, Огонь, Звёздный Жезл (дебют). |                 | |                  |                               |                       |                      |

## Короткий эпизод
8-минутный короткий эпизод был первоначально выпущен в 2009 году на платформе Wii no Ma, исключительно в Японии. Затем он был выпущен во всём мире через Nintendo Video на Nintendo 3DS в 2012 году, разделённый на две части.
| № серии (оригинал) | № серии (4Kids) | Название | Премьера в Японии   | Премьера в США                                             |
| --- | --------------- | --- | ------------------- | ---------------------------------------------------------- |
| SP | SP              | Звезда Кирби. Спец. Эпизод: Снимите его!! Ракообразный демонический зверь Эбидзо Кирби 3D (4Kids) «Хоси но Ка:би: ~Токубэцу-хэн~ Таосэ!! Ко:каку Мадзю: Эбидзо:» (星のカービィ〜特別編〜倒せ!!甲殻魔獣エビゾウ) | 9 августа 2009 года | 14 января 2012 года(часть 1) 24 января 2012 года (часть 2) |
| Короткий 8-минутный эпизод, в котором появляется никогда не существовавший до этого монстр Лобзилла, с которым сражается Кирби. Помимо стандартной возможности «Огонь», появляется и другая, шуточная: «Кабуки». Монстр Лобзилла после поражения превращается в дождь из лобстеров. Эпизод также выпущен в США в 2008 году в двух частях на Видео Канале Nintendo только на Nintendo DS. Способность — Огонь, Кабуки (дебют). |                 | |                     |                                                            |